# Nacional Futebol Clube (Amazonas)
Nacional Futebol Clube, ou simplesmente Nacional, é um clube esportivo brasileiro, com sede na cidade de Manaus, capital do estado do Amazonas. Foi fundado oficialmente em 13 de janeiro de 1913 com o objetivo de ser o clube dos brasileiros no futebol, numa época onde a modalidade era dominada pelos ingleses que viviam na capital amazonense.Tem como cores oficiais o azul e o branco. Seus mascotes são a águia e o leão, sendo o último mais conhecido, explicando o motivo do clube ser conhecido por sua torcida como o "Leão da Vila Municipal", ligando-o ao então bairro da Vila Municipal (atual Adrianópolis), onde fica sua sede social.
É um dos clubes mais tradicionais da região norte, sendo o recordista em número de títulos estaduais amazonenses de futebol desde 1918, contando atualmente com 43 conquistas, incluindo um hexacampeonato entre 1976 e 1981. Foi o primeiro clube do Norte do país a disputar a primeira divisão do Campeonato Brasileiro e é a equipe amazonense que mais disputou a divisão principal do futebol nacional, tendo disputado um total de 14 edições da competição. Na Copa do Brasil, esteve em 16 edições, também um recorde para equipes locais. Há ainda conquistas importantes no futsal, vôlei, basquete e outros, tornando sua presença página importante da história poliesportiva do estado, como um todo.
É também o clube dono da maior torcida no Amazonas entre equipe locais e a terceira maior da região norte. Seu principal rival esportivo é o Rio Negro, com quem mantém a maior rivalidade do futebol amazonense e um dos maiores clássicos do norte do país.

## História

### Fundação
Em 13 de Janeiro de 1913, um grupo de jovens e senhores motivados pelo futebol, liderados por Manoel Fernandes da Silva, o "Fernandinho", se reuniu para tratar da fundação de um novo clube esportivo. Nesta reunião houve mais de 20 presentes, muitos destes mais tarde obtiveram destaque na sociedade manauara, seja em suas profissões ou na política. Eram eles:
- Adail Valente, Althberto Rocha, Antônio Craveiro, Cícero Costa, Coriolano Durand, Crisólogo Gastão de Oliveira, Djalma Cavalcante, Fausto Paiva, Francisco Flores, João Valle, Jorge Hermes, José de Mello (Cazuza), José Ernesto, José Linhares, Júlio Linares, Júlio Verner de Matos, Manoel Fernandes, Paulo Mello, Ulysses Linares, Victor Santos Ferreira e Vivaldo Lima.

Assim, em uma casa familiar na Avenida 7 de Setembro (na época intitulada de Rua Municipal), Centro Histórico de Manaus, nascia o Onze Nacional, com a proposta de ser um clube composto unicamente por brasileiros, posição opositora à do Manaos Athletic, equipe forte da época, que só aceitava ingleses. O Nacional surgia igualmente forte, uma vez que possuía bons jogadores que já tinham passagem por outros clubes, como o Brasil Foot-Ball Club, nascendo como uma espécie de selecionado brasileiro. Existe a hipótese de que o clube tenha existido informalmente durante 1913, passando a se configurar como clube organizado apenas em Janeiro de 1914, quando elegeu sua primeira diretoria com a seguinte composição:
- Coriolano Durand (Presidente); Julio Verner de Matos (Vice-presidente); Crisólogo Gastão de Oliveira (1º Secretário); Francisco Flores (2º secretário); Adail Valente do Couto (Orador) e Manoel Fernandes da Silva "Fernandinho" (Capitão, como de costume à época, era um cargo importante nos clubes).

Apesar desta questão, os estatutos do Nacional informam sempre que a data de fundação é 13 de Janeiro de 1913, quando foi simbolizada a fundação do Onze Nacional. A primeira ata do clube só foi redigida em 1º de Maio de 1914. Dentro desta suposta existência informal, o clube já enfrentava as principais equipes que haviam em Manaus, durante todo o ano de 1913. O uniforme inicial era quase completamente branco, exceto às meias azuis, com a camisa adornada com uma estrela azul, seu símbolo maior ao nascer. O team azulino em 1913 era composto por:
- Fernandinho, Antônio Craveiro (goleiro), José Ernesto; Jorge Hermes, Manuel Laiza, Althberto Rocha; Santos Ferreira, Paulo Melo, Cícero Costa, José Melo (Cazuza), Fausto Paiva, Adail Couto, Clodoaldo Costa, Ulysses Linhares, Carneiro, Ciriaco, Júlio Linhares, Bevilaqua, Djalma Cavalcante e Arthur Meninéa.[5]

#### Versão errada
Há uma versão da história da fundação do clube que diz que Fernandinho (idealizador maior do clube) era membro do Manáos Sporting, saindo do quadro deste clube por desentendimentos com o então presidente do Manaus Sporting, Dr. Edgard de Melo Freitas. Em determinada reunião da diretoria, discutia-se determinado artigo do estatuto daquele clube, então Fernandinho (até então capitão da equipe) teria se oposto ao que fora proposto e encontrou apoio entre muitos de seus companheiros de equipe, da qual faziam parte, entre outros, o Sr. José Marçal dos Anjos, de tradicional família Manauara. Descontentes, estes teriam abandonado o quadro esportivo de outrora, começando a idealizar juntos a outros esportistas independentes e jogadores oriundos de vários clubes da cidade (entre eles alguns do Brasil Football Club), a criação de uma nova agremiação. Essa versão é divulgada pelo próprio clube, mas está errada pois o Manáos Sporting só foi fundado em 2 de Julho de 1913, quase 6 meses depois do surgimento do Nacional.

### O nome
Quando fundado, o clube recebeu um nome em inglês, em função do esporte ser sido trazido pelos britânicos, assim sendo chamado de "Eleven National". O que motivou este nome foi o fato do clube ser fundado inteiramente por brasileiros e só aceitar brasileiros, o que era difícil naqueles anos. Ou seja, era uma referência ao time que entrava em campo, um "Onze Nacional". A finalidade foi a de exaltar a nacionalidade brasileira em um esporte crescente em todo o país. O clube utilizou como suas as cores da bandeira do país, para enfatizar esse teor patriótico. O Nacional chegou a ter em seu estatuto a imposição de que só permitiria jogadores brasileiros em suas fileiras.
Pouco depois, ainda em 1913, o clube já estava mais estruturado, então, Coriolano Durand, professor e seu primeiro presidente, recebeu de Fernandinho a sugestão de que o nome deveria ser aportuguesado, uma vez que se o clube exibia uma exaltação à sua nacionalidade e até proibia estrangeiros entre os seus, ele deveria ser assim por inteiro. A ideia foi acatada e o clube passou a se chamar "Onze Nacional". Em janeiro de 1914, com a organização do clube, uma nova mudança ocorreu e dessa vez o termo "Onze" foi excluído, com o clube assumindo definitivamente seu nome atual "Nacional", ou na grafia da época "Nacional Foot-Ball Club"(os estrangeirismos "futebol" e "clube" ainda não existiam).

### O início 1914-1915

#### A primeira partida oficial da história do campeonato de futebol do Amazonas
Durante o ano de 1913, por ainda não existirem ligas, o então "Onze Nacional", assim como os outros clubes do estado, se limitou a fazer amistosos com equipes como Manaos Athletic, Vasco da Gama, Manáos Sporting e Onze Português, entre outros. Além, claro, de partidas internas entre seus próprios times. A primeira partida oficial do Nacional é também a primeira partida oficial da história do futebol amazonense, e valeu pelo Campeonato Amazonense de Futebol de 1914. Ela ocorreu no dia 1º de Fevereiro contra o Manaos Athletic. O adversário era um famoso clube de ingleses residentes na capital amazonense, que vinha massacrando seus adversários nos jogos extraoficiais que vinham sendo realizados desde 1908, e por isso, eram considerados imbatíveis até então. Este confronto foi realizado no campo do adversário, o Bosque Municipal, e o clube da estrela azul venceu por 2 a 1. Os dois primeiros gols oficiais do certame amazonense couberam ao jogador azulino Paulo Mello. Foi a única derrota do Athletic, que acabou sendo campeão da 1ª edição histórica do estadual. Neste primeiro campeonato, o Nacional aplicou as duas maiores goleadas de sua história no seu maior rival, o Rio Negro. Ao lado do Nacional, o Rio Negro é o único remanescente daquela primeira edição. Naquele ano, os dois estavam longe de ter a rivalidade que foi construída nos anos seguintes, com o Nacional vencendo pelos placares de 9 a 0 e 12 a 0, os maiores placares do Clássico Rio-Nal até os dias atuais.[carece de fontes?]
Os jogos do Nacional naquele primeiro campeonato:
- 1º de Fevereiro de 1914 - Nacional 2x1 Athletic - Bosque Municipal
- 1º de Março de 1914 – Nacional 9x0 Rio Negro - Bosque Municipal
- 16 de Março de 1914 - Nacional 3x0 Vasco da Gama - Bosque Municipal
- 29 de Março de 1914 - Nacional 3x0 Sporting - Bosque Municipal
- 19 de Abril de 1914 – Nacional 12x0 Rio Negro - Bosque Municipal
- 10 de Maio de 1914 - Nacional 3x0 Vasco da Gama - Bosque Municipal
- 31 de Maio de 1914 - Nacional 0x2 Sporting - Bosque Municipal
- 14 de Junho de 1914 - Nacional 2x3 Athletic - Bosque Municipal

O Nacional foi vice-campeão da histórica primeira edição do Campeonato Amazonense de Futebol. Cícero Costa, o principal craque nacionalino na época, foi o artilheiro do clube na competição.[carece de fontes?]

#### Em 1915, abandonou
No Campeonato Amazonense de Futebol de 1915 o Nacional vinha bem, mas uma derrota inesperada gerou protesto entre seus atletas: segundo eles o referee não apresentou a imparcialidade que deveria e isso teria prejudicado o quadro azulino. inconformado, o Nacional acabou abandonando o campeonato, mesmo estando com pontuação para buscar o título.[carece de fontes?] Os jogos que disputou foram:
- 10 de Janeiro de 1915 - Nacional 1x0 Vasco da Gama - Bosque Municipal
- 24 de Janeiro de 1915 - Nacional 2x2 Manaos Athletic - Bosque Municipal
- 28 de Fevereiro de 1915 - Nacional 7x0 Rio Negro - Bosque Municipal
- 21 de Março de 1915 - Nacional 0x2 Manaos Sporting - Bosque Municipal

Após a derrota para o Sporting, o Nacional abandonou a competição. Lembrando que foi o Sporting que vencendo o Nacional, tirou dele a chance de ser campeão de 1914.[carece de fontes?]

### 1916-1920 - a conquista da hegemonia estadual
O Nacional, foi fundado como clube para a prática do futebol, e, nos seus primeiros anos já se tornava uma potência no esporte bretão amazonense. Após o vice-campeonato no primeiro torneio oficial em 1914 e o abandono em 1915, o clube chegou à sua primeira conquista ao vencer o Campeonato Amazonense de Futebol de 1916, obtendo a posse da Taça Kirk. Em 1917 conquistou o bicampeonato,  que ficou marcado por ser o primeiro onde teve briga direta com o seu grande rival Rio Negro. O rival ainda pleiteou o título nos tribunais baseando-se num gol que consideraram irregular na partida decisiva entre os dois clubes, e por isso pedia um outro jogo, mas dias depois, na reunião da Liga Amazonense de Sports Athleticos, essa entidade esportiva acabou sendo extinta. A questão não foi inteiramente resolvida e assim iniciou a primeira questão entre os adversários. Nesta altura o Nacional contava com seu primeiro campo oficial conhecido como "Campo da Floresta".
Em 1918 veio o  terceiro campeonato seguido, quando passou a ser o maior campeão estadual do Amazonas para nunca mais ser ultrapassado. No mês de maio do mesmo ano, o clube fez parte da festa de inauguração do Estádio Parque Amazonense para o futebol, empatando em 1 a 1 contra o Combinado Paraense. O Nacional foi campeão em 1919 e 1920, sendo assim campeão por 5 campeonatos seguidos, condição só igualada por ele mesmo em campeonatos oficiais do Amazonas. Nesse período o Nacional foi convidado pelo Paysandu a jogar em Belém do Pará, se tornando o primeiro clube do estado a realizar uma excursão interestadual, em 1919. O clube realizou 4 jogos naquela capital, venceu um e perdeu três.

### 1921-1932, Primeiras crises
Em 1921 o Nacional teve uma vitória acachapante sobre o Euterpe por 19x0, mostrando que vinha firme na busca do hexa, porem, de forma surpreendente, acabou abandonando o campeonato, assim como fizera em 1915.
Em 1922 o "Naça" se reorganizou e voltou forte, não dando margem para os rivais na luta pelo título. Em uma das partidas, venceu o Brasil Sport em 24 de Setembro de 1922 pelo placar de 24x0. Esse resultado equivale ao daquela que é considerada a maior goleada em jogos oficiais no Brasil. O Nacional se tornou campeão estadual após vencer o Luso-Brasileiro por 2x0.
É também no final de 1922 que o Nacional faz sua segunda excursão ao Pará, dessa vez a convite do Clube do Remo. Os nacionalinos realizaram 7 jogos em Belém, empatando dois e perdendo cinco.
Em 1923 o time azulino foi novamente campeão amazonense, contando na disputa com jogadores de destaque como Dantas, Leonardo e Marcolino (considerado o primeiro jogador do Brasil a praticar e fazer gols de bicicleta).
Nos anos de 1924 a 1925 não houve disputa do campeonato estadual, e em 1926 foi realizado um torneio denominado de "Extra" para suprir a falta do torneio oficial. Após esses 3 anos, em 1927 pela primeira vez o Nacional deixou de disputar o Campeonato Amazonense (lembrando que em 1915 e 1921 ele abandonou o campeonato em curso), voltando no ano seguinte.
Em 1928, retornou ao Campeonato Oficial após um ano ausente, de forma surpresa, seu grande rival Rio Negro pediu licenciamento da disputa. Num campeonato sem o Rio Negro, o Nacional liderou o primeiro turno obtendo 5 vitórias em 5 jogos. No returno, por considerar o campeonato "desinteressante" acabou abandonando a competição, que foi vencida pelo Cruzeiro do Sul. .
Depois da desistência em 1928, em 1929, o Nacional se desligou da FADA e se juntou outros 7 clubes para fundar a Associação Manauara de Esportes Athleticos um único resquício de liga paralela que existiu no futebol do Amazonas. Pouco depois do início do primeiro torneio, o Nacional se acertou com a FADA e retornou para seu quadro de filiados. Após perder o Nacional, a AMEA desandou e acabou não concluindo seu primeiro e único campeonato.
Retornando ao campeonato oficial em 1930, o clube voltou a apresentar problemas, desta vez de cunho político interno: desentendimentos entre membros do quadro de sócios e atletas levou a uma cisão importante dentro do clube azulino, que perdeu parte importante de seus jogadores e sócios numa cisão que levou à fundação do Fast Clube. O Nacional ficaria até 1932 sem conquistar um campeonato, ficando 9 anos sem vencer, sendo esse seu recorde atual de anos sem vencer um campeonato.

### 1933 a 1959
Neste período o clube adicionou mais dez troféus a sua sala de conquistas, assim reafirmando mais ainda sua hegemonia.[carece de fontes?]
No campeonato estadual de 1933 o Nacional levantou o título de campeão, ganhando de todos seus adversários, entre eles o arquirrival Rio Negro que foi derrotado por 2x0 em 10 de setembro. Alguns dos jogadores da equipe campeã eram Praxísteles, Barrote e Renê Monteiro. 
Já no campeonato de 1936 novamente a taça foi para as mãos do Nacional que, inclusive, goleou na disputa o Rio Negro por 6x0, em 24 de maio. Iano, Jofre, Renê e Babá foram alguns atletas que fizeram parte da conquista nacionalina.
Em 1946 o rival Rio Negro novamente deixou o campeonato alegando como desculpa a conquista do Campeonato de 1945 por parte do Nacional, porém o clube azulino foi campeão novamente em 1946 provando assim que era um clube forte e hegemônico.[carece de fontes?]
O Nacional também deixou de participar dos campeonatos de 1929, 1947 e 1951 por motivos que foram esquecidos com o tempo, provavelmente crise financeira.[carece de fontes?]
A década de 50 foi muito apagada na história do Nacional, o clube conquistou apenas dois campeonatos, sendo este o pior período de 10 anos na história do clube.[carece de fontes?]
Na conquista do campeonato de 1957, o Nacional contou com o técnico Flaviano Limongi e com bons jogadores como Pedro Brasil e Boanerges. Entre alguns resultados da campanha vitoriosa se destaca a goleada de 10x1 dos nacionalinos sobre o Santos.
Mas em junho de 1959 o Nacional sofreu a maior goleada de sua história. Em excursão ao Norte do Brasil, o Fluminense carioca derrotou os nacionalinos por 11x1, no Estádio Parque Amazonense. Faziam parte do elenco tricolor conhecidos jogadores como  Castilho, Pinheiro e Waldo.

#### 1930 a divisão
Após não disputar o campeonato de 1929, no ano de 1930 o Nacional perdeu muitos de seus sócios, que estavam insatisfeitos com muitas coisas dentro do clube, dentre estes o capitão Vivaldo Lima e o jogador Rodolpho Gonçalves. Estes deram como motivo de saída à mudança de estatuto do clube pelo então presidente Coronel Leopoldo Matos.[carece de fontes?]
Da cisão foi criado um dos maiores rivais do Nacional, o Fast Clube, que durante o afastamento do Rio Negro, foi ao lado do América o clube que mais representou resistência a hegemonia Nacionalina.[carece de fontes?]

#### A polêmica de 1945
Em 1945 o Nacional venceu o Olímpico Clube por 3-2 e conquistou o título dentro das quatro linhas, porém, o adversário entrou na justiça esportiva local alegando que o Leão havia atuado com jogador irregular, e com o apoio do comando barriga-preta o Olímpico acabou ganhando a causa, o que favoreceria ninguém mais ninguém menos que o próprio Rio Negro. Enquanto a briga rolava, o então presidente da FADA esteve na festa do aniversário rionegrino e deu a noticia de que o título já era do clube rival; porém, o comando Nacionalino, que conquistando o título no futebol resolveu recorrer para reaver o título que havia conquistado.[carece de fontes?]
O tribunal, reavaliou a causa e desta vez devolveu os pontos que havia retirado do Leão da Vila, sendo este novamente o maior pontuador e campeão de direito do Campeonato, os adversários, não conformados com a perda de uma briga judicial da qual não participavam (o causo era entre o Nacional e o Olímpico) resolveram abandonar a Federação e sem base em fatos saíram acusando o clube azulino, sendo que era irrelevante acusar o clube de quaisquer cousa, pois este é que havia conquistado o título, perdido no tribunal e reavido depois.[carece de fontes?]

### Anos 60, anos de glória
No período de 1960 a 1969 o Nacional conquistou 04 campeonatos e foi vice campeão por duas outras oportunidades, mirando rumo ao profissionalismo, o Naça entrou para história sendo o último campeão amador e o primeiro campeão profissional amazonense, sendo bicampeão em 1963-1964.[carece de fontes?]
Neste tempo formou grandes ídolos como no elenco de 1963 que contava com Boanerges, Jonas, Sula, Jayme Basilio, Vanderlann, Hugo, Fredoca, Portuguesa, Dermilson e Pepeta, sendo todos estes ídolos da torcida; praticamente todos permaneceram no clube no ano seguinte.[carece de fontes?]

#### Torneio Centro/Sul x Norte/Nordeste
Em 24 de agosto de 1969, o Nacional jogou no Estádio do Maracanã, pelo "Torneio Centro/Sul x Norte/Nordeste", um torneio organizado pela Confederação Brasileira de Desportos (CBD, atual CBF), em preliminar de jogo da Seleção Brasileira contra a Venezuela (Eliminatórias da Copa do Mundo FIFA de 1970). O adversário dessa partida foi o Grêmio Maringá, que vinha como campeão do Torneio Centro–Sul de Futebol de 1968 e do "Torneio Centro-Sul x Norte-Nordeste de 1968". Neste último, o clube paranaense venceu duas vezes pelo placar de 3 a 0 o Sport Recife (campeão do Torneio Norte-Nordeste de 1968), em confronto também válido como primeira fase do Torneio dos Campeões da CBD de 1969, ao qual terminaria como vencedor, após dois empates contra o Santos, o segundo já em 1970.
A partida foi a primeira de um clube do norte no até então "maior estádio do mundo". A delegação nacionalina saiu de Manaus no dia 20 de Agosto com os seguintes componentes: Desembargador Paulino Gomes (Presidente), Alfredo Ferreira Pedras (Diretor de Futebol), José Renato Uchoa (Secretário), Samuel Facundo do Vale (Assessor), Juarez Klinger (Médico), Alfredo Barbosa Filho (Técnico), Messias Sampaio (Cronista esportivo) e Júlio Fernandes (Massagista); os jogadores que compuseram o elenco para esta partida foram: os goleiros Marialvo e Procópio; os zagueiros Pedro Hamilton, Sula, Valdomiro, Téo, Chiquinho e Valdir Santos; os volantes Mário, Rolinha e Bell; os atacantes Zezé, Rangel, Pretinho, Marcelo e Pepeta. Estando em terras cariocas, o Nacional utilizou um ônibus concedido pelo Vasco da Gama para fazer seus percursos e recebeu também um coquetel oferecido pelo Fluminense.
O confronto foi classificado como "histórico" pela imprensa manauara e foi realizado em 24 de Agosto de 1969, um domingo. Ao decorrer do jogo, o Nacional logo impôs seu jogo e dominou a partida, porem demorou a marcar seu tento, que só saiu aos 4 minutos do 2º tempo quando após receber passe de Mário, Pepeta driblou três zagueiros adversários, invadiu a grande área e marcou o único gol da partida; neste momento o presidente da Federação Amazonense de Futebol, Flaviano Limongi, gritou:
"Fizemos História"
O Nacional atuou com certa tranquilidade durante toda a partida, e assim venceu por 1 a 0. A equipe atuou com os seguintes jogadores: Marialvo, Pedro Hamilton, Sula, Valdomiro e Téo; Mário e Rolinha; Zezé, Rangel, Pretinho (Marcelo) e Pepeta. A seleção brasileira por sua vez venceu a partida a seguir pela contagem de 6 a 0.
Ao retornar a Manaus, a delegação nacionalina encontrou a cidade em um verdadeiro carnaval, com milhares de pessoas indo até o Aeroporto da Ponta Pelada receber os "heróis" em carreata. De lá os jogadores seguiram no carro dos bombeiros até a sede do clube, seguidos pelos torcedores. A euforia da conquista foi tanta, que o então governador Danilo Areosa se viu obrigado a declarar ponto facultativo por dois dias.

##### O guardanapo azul virou o mastro oficial do estado
Durante a transmissão da partida via rádio, o ainda criança Mário Adolfo, estando na residência oficial do governador do estado do Amazonas, retirou a bandeira amazonense do mastro e pôs um guardanapo azul e branco, fazendo alusão ao Nacional. Segundo este:
"Retirei o 'pavilhão azul' meio envergonhado, mas pelo menos por 5 minutos, o 'guardanapo do Naça' tremulou no mastro oficial da residência do governador!"—  Mário Adolfo, consagrado jornalista amazonense.

### Anos 70 e o hexacampeonato
Com a sua tradição de conquistas, nos anos 70 o Nacional teve uma força ímpar na história do futebol amazonense, contando com vários craques o clube conseguiu um inédito hexacampeonato (1976-1981), antes, porém, revelou para o Brasil, os jogadores Campos Pedrilho, Toninho Cerezzo e Paulo Izidoro, que eram juniores do Atlético Mineiro e aqui vieram fazer um "estágio" voltando para Minas para o estrelato futuro. Jogadores como Alfredo Mostarda, Antenor (campeão brasileiro em 1977 com o São Paulo) calçaram as "chuteiras" nacionalinas também. Por volta de 1979 o Nacional realizou a intensa campanha: "O leão dá sorte" com os carnês “Naça Gigante, Naça milionário” quando  distribuía prêmios aos compradores dos bilhetes do evento como automóveis e terrenos, a compra dos carnês fez fortalecer seu lado patrimonial, inclusive com a construção de sua piscina na sede social.[carece de fontes?]
Deste tempo podemos citar vários ídolos do clube como, por exemplo: Procópio, Luís Florêncio, Borrachinha, Paulo Galvão e Careca; Bendelack, Reis, e sem deixar de citar o técnico Laerte Dória que fez parte de três dos seis títulos do hexacampeonato.[carece de fontes?]

#### Estreia no Brasileirão em 1972
O Clube da estrela azul foi o primeiro amazonense e nortista a disputar o Campeonato Brasileiro de Futebol e estreou no ano de 1972, enfrentando o Bahia no dia 10 de Setembro de 1972 no Estádio Fonte Nova:[carece de fontes?]
- 10 de Setembro de 1972 - Bahia 1-0 Nacional, Salvador

O Nacional era comandado pelo técnico Paulo Emilio e jogou com: Edson Borracha, Jurandir, Almir e Mesquita (substituído por Luís Carlos), Antônio Piola, Danival, Jorginho e Reis; Valmir (substituído por Julião), Ismael e Laci.[carece de fontes?]
Campanha
Ao geral na competição, o Nacional, que foi dirigido pelo técnico Paulo Emilio disputou 25 jogos com a seguinte campanha:
Com 14 gols, o mineiro Campos foi vice artilheiro do campeonato.
| Pos. | Nacional    | Pt | J  | V  | E  | P  | GF | GS | GP |
| ---- | ----------- | -- | -- | -- | -- | -- | -- | -- | -- |
| 1    | Nacional-AM | 18 | 25 | 04 | 10 | 11 | 23 | 30 | -7 |

As 4 vitórias foram nacionalinas:
- 24 de Setembro de 1972 Nacional  2-0  Corinthians-SP

Estádio Vivaldo Lima - Manaus
- 8 de Outubro de 1972 Nacional 2-0  Portuguesa-SP

Estádio Vivaldo Lima - Manaus
- 22 de Outubro de 1972 Nacional 2-1 CRB

Estádio Rei Pelé - Maceió
- 29 de Novembro de 1972 Nacional 2-1 Cruzeiro-MG

Estádio Vivaldo Lima - Manaus

#### Campeão com 100% de aproveitamento em 1974
Em 1974 o Nacional fez a melhor campanha da história do Campeonato Amazonense de Futebol, o Leão da Vila  conquistou um feito que até hoje se permanece único, o clube foi campeão vencendo todos seus jogos, que foram 10 naquela edição com direito a uma vitória pelo placar de 4-0 sobre o vice-campeão Rio Negro.[carece de fontes?]
Outros detalhes foram o fato do clube ter tomado apenas 3 gols em todo o torneio, fazendo um total de 27 ficando com um saldo positivo de 24 gols. Até hoje nenhum clube sequer chegou perto do feito do Nacional.[carece de fontes?]
O elenco nacionalino principal naquela temporada:
- Os titulares: Procópio(G), Antenor, Renato, Eurico Souza e Luís Florêncio; Angelo e Rolinha; Ismael, Bibi, Paulo Isidoro e Reis.
- Reservas que atuaram: Toinho(G), Djalma, Fausto, Jorginho, Said, Roberto, Expetido e Pedrilho.

#### 1978, campeão invicto
Depois do bicampeonato, em 1978 o clube da estrela azul ganhou todos os jogos do 1° e 2° turno daquele campeonato se sagrando campeão dos dois turnos, então foi disputado ainda um terceiro turno no intuito de revelar um clube para fazer uma possível final. Apesar de ter empatado três jogos o Nacional manteve-se invencível e terminou empatado com o América e São Raimundo em número de pontos, logo foram definidos jogos extras e não deu outra, o Nacional venceu os três dois e venceu também o 3° turno.[carece de fontes?]
O clube além de ter sido campeão sem necessidade de finais, foi campeão sem uma única derrota, tendo como elenco da conquista histórica:[carece de fontes?]
- Rafael, Carlinhos, Paulinho, Paulo Galvão e Ely; Ray, Careca e Corrêa; Mário Gordinho, Santa Cruz e Esquerdinha fizeram o último jogo em que venceu o América por 1-0.[carece de fontes?]
- O comandante do título foi o grande técnico gaúcho Laerte Dória, técnico ídolo no clube.[carece de fontes?]
- Ainda jogaram pelo Nacional naquele ano: Amauri (goleiro), Cláudio, Walace Sousa, Marcos, Hélio, Maranhão, Armando, Terano, Barrote, Fernandinho, Brandão, Noé Silva e Clayton.[carece de fontes?]

O Nacional sagrava-se tricampeão amazonense de futebol, com uma das melhores medias de público do norte-nordeste.[carece de fontes?]
A campanha nacionalina foi a seguinte:
| Pos. | Nacional    | Pt | J  | V  | E | P | GF | GS | GP  |
| ---- | ----------- | -- | -- | -- | - | - | -- | -- | --- |
| 1    | Nacional-AM | 31 | 17 | 14 | 3 | 0 | 38 | 10 | +28 |

### Década de 1980, o adeus à elite
Na década de 80 o Nacional conquistou seis edições do Campeonato Amazonense de Futebol, o que lhe premiava com participações no Campeonato Brasileiro de Futebol - Série A, do qual participou também seis vezes. Foi um período importante onde contou com grandes jogadores e também viveu sua rivalidade com o Rio Negro de forma mais acirrada, quando ganharam os 10 títulos possíveis da década, fazendo 8 decisões.[carece de fontes?]

#### 1981

##### O Torneio do Pacto Amazônico
A temporada começou com a realização do Torneio do Pacto Amazônico, realizado em Manaus. O torneio foi realizado para celebrar um pacto político entre as nações da Amazônia internacional, onde cada uma teria seu representante. Entre os participantes tivemos grandes clubes como Millonarios da Colombia e Alianza Lima do Peru. O torneio contou com aval da Confederação Brasileira de Futebol (CBF) e da Confederação Sul-Americana de Futebol (CONMEBOL), garantindo um status oficial. O clube foi o campeão da competição ao eliminar primeiramente o Oriente Petrolero, depois passou pelo grande rival Rio Negro até vencer o Fast Clube na final por 3 a 1.[carece de fontes?]

##### Taça Amazonas e Campeonato Amazonense
No estadual de 1981, o Nacional buscava o hexacampeonato. O Nacional vinha como grande favorito após ganhar a Taça Amazonas e o Torneio do Pacto Amazônico. Na Taça Amazonas o "Naça" venceu a competição após uma grande decisão contra o Rio Negro, onde empatou em 0 a 0 no tempo normal e venceu por 1 a 0 durante a prorrogação, com gol do jovem Jasson que veio a se tornar um ídolo da torcida. O Nacional se sagrou bicampeão do torneio, vencendo a primeira competição oficial da temporada.
O Nacional ganhou o primeiro turno do campeonato, entrou no quadrangular final do segundo turno e venceu os três jogos que disputou, sagrando-se campeão amazonense com louvor. Apesar da sua larga vantagem, o "Leão" ainda teve que lutar pelo campeonato e pela posse da taça conquistada, no tribunal, respondendo a processos movidos pelo Fast Clube e pelo América. O caso foi julgado, e o título foi confirmado, sendo assim o Nacional aclamado hexacampeão amazonense de forma consecutiva, um feito que ainda permanece único no estado.
O "Naça" contou com o artilheiro da competição, Jasson, jovem amapaense de até então 22 anos que fez 14 gols com a camisa nacionalina. A campanha do clube constou de 17 jogos onde venceu 15, empatou 1 e perdeu uma única partida; fez 31 gols e sofreu apenas 5, com a marca de 26 gols de saldo positivo.

#### 1984: A Copa do Rei Hassan
Esse torneio foi disputado durante uma excursão do Nacional ao Marrocos, o clube foi o primeiro da região norte a fazer excursão fora da América latina.[carece de fontes?]
Na bagagem o clube trouxe o troféu do torneio no ano de 1984, torneio este que era realizado em homenagem ao Rei daquela monarquia, e o Nacional que estava na Série A do Campeonato Brasileiro foi o clube escolhido para representar o Brasil, e não fez vergonha conquistando a competição.[carece de fontes?]

### 1985

#### O time de garotos é tricampeão em 1985
Depois de uma decepcionante campanha no Campeonato Brasileiro de Futebol, o Nacional se viu obrigado a vender suas principais peças, dentre elas Dadá Maravilha que artilheiro do clube no ano de 1984, e Freitas, principal revelação do clube em 84 que foi vendido pro São Paulo. Com isso, a diretoria encarregou o técnico de base Alfredo Barbosa Filho de montar um elenco jovem para o técnico Elias Haddad.[carece de fontes?]
De início o elenco jovem nutriu desconfiança na torcida e grande alarde na imprensa, que, acabou por se enganar, 1985 foi o Campeonato mais fácil conquistado pelo Nacional na época. O time passou quase quatro meses invicto, e o goleiro Arthur segurou uma invencibilidade de 758 minutos, as partidas eram tão fáceis que a comissão técnica não tinha medo de fazer improvisos, como o volante Marinho Macapá atuando parte do campeonato na Lateral-Direita.[carece de fontes?]
Mas, nem tudo eram rosas, enquanto a equipe voava no estadual, o quarto zagueiro Oberdã lutava contra a morte, após ter seu intestino rompido por uma joelhada do jogador Saraiva do Sul América. Oberdã passou por duas cirurgias, e pouco depois da segunda, o Nacional perdeu sua primeira e única partida, pelo placar de 2-1 para o Penarol de Itacoatiara.[carece de fontes?]
O campeonato continuou, e após a derrota o Nacional não foi mais derrotado no Campeonato, nada parecia abalar os jovens nacionalinos. Logo o clube foi campeão, em 20 partidas, o Leão venceu 13, empatou 6 e perdeu apenas 1 jogo e seu principal artilheiro foi Tita, com 12 gol e vice-artilheiro do estadual naquele ano.[carece de fontes?]
Campanha

### 1986

#### Campeão na base da humildade
A temporada de 1986 iniciou difícil para o "Naça" mergulhado em uma crise financeira ainda não vista naqueles anos. A situação piorava quando se olhava para o outro lado e via Rio Negro contando com um grupo de empresário mantendo seu futebol, tendo um grupo de 30 jogadores. O Nacional tinha alguns profissionais que teve de mesclar à bons nomes que vieram da base e para manter esse elenco teve de fazer empréstimos, além de vender partes de seus terrenos. Era dito que em 86 a briga no estadual seria "a luta do pequeno Davi contra o gigante Golias".
Dentre os profissionais que ficaram, o clube contava com os veteranos Edson Cimento (goleiro), Botelho (ponta-direita) e Raulino que receberam o comando do técnico Aderbal Lana, que estava em seus primeiros anos em Manaus. A força do time veio dos jovens locais, que assumiram o compromisso de manter o clube no topo, jovens como Camarão, Ricardo, Artur, Tojal, Iranildo, Euzimar, Doca, Oscar e o jovem meia Sérgio Duarte. Os "jovens heróis" atropelaram: em 22 partidas venceram 15, empataram 4 e perderam apenas 2; marcaram 41 gols e sofreram apenas 8. Os "garotos" venceram a Taça Estado do Amazonas e logo garantiram a vaga na final. A grande decisão foi justamente contra o "todo poderoso" Rio Negro.
A primeira partida da final se deu num domingo, 24 de Agosto, no Estádio Vivaldo Lima e terminou empatado em 1 a 1. O adversário abriu o placar com um gol contra de Marinho Macapá, aos 26 do 1º tempo; o "Naça" empatou com Botelho aos 42 do mesmo período. Neste jogo, a administração do estádio colocou uma carga de ingressos abaixo do esperado, e alguns voltaram para casa mas um número grande de pessoas adentrou no estádio depois de arrombarem os portões; por conta deste problema, o público foi de cerca de 20 mil pagantes, mas o estádio estava lotado.
Por conta do empate, uma nova partida foi realizada três dias depois, em 27 de Agosto. Um público de 41.689 pessoas compareceu ao Estádio Vivaldo Lima, numa noite de quarta-feira. Raulino marcou o único gol da partida (um dos onze que marcou durante o campeonato) aos 34 minutos do 1º tempo, após cobrança de falta e com isso o Nacional venceu e se sagrou tetracampeão amazonense de forma consecutiva. O time que disputou a final foi:
- Edson Cimento; Marinho Macapá; Murica, Paulo Galvão e Luís Florêncio; Tojal, Sérgio Duarte e Camarão; Botelho, Raulino e Ricardo (Iranildo). Técnico: Aderbal Lana.

#### Campeonato Brasileiro - Despedida da elite nacional
Em 1986 o "Naça" ainda disputou o Copão Brasil (nome que recebia o Campeonato Brasileiro naquela temporada). Ainda sob o comando do técnico Aderbal Lana, o clube azulino contratou jogadores especialmente para a competição, mudando parcialmente a cara do time que foi campeão amazonense. O "Leão" estreou em 31 de Agosto (4 dias após a final do estadual) diante do Alecrim, de Natal, o qual venceu por 1 a 0.
- Jogo de estreia: 31 de Agosto de 1986 - Nacional  1x0  Alecrim - Estádio Vivaldo Lima(13.245 pagantes)[30]

Na 1ª fase foi um dos 11 componentes do grupo D, se classificando como 5º colocado obtendo como resultados mais expressivos um empate em 0 a 0 com o Botafogo no Maracanã e uma vitória por 2 a 1 sobre o Palmeiras em Manaus. Na 2ª fase fez parte do grupo D, com outras 8 equipes, sendo eliminado com um 8º lugar decorrente da queda de produção; seus resultados mais expressivos nesta fase foram vitórias por 2 a 1 sobre o Internacional e o Atlético Mineiro, em partidas disputadas em Manaus. No geral o clube fez 26 jogos, venceu 7, empatou 6 e perdeu 13; fez 25 gols e tomou 33, ficando com saldo negativo em 8 gols.
O Nacional era considerado potência regional, dentro do Campeonato Brasileiro tinha o mesmo nível da dupla paraense Remo e Paysandu, além de estar sempre entre as maiores médias de público do Norte e Nordeste. Com a criação do Clube dos 13, o clube foi excluído da primeira divisão do Campeonato Brasileiro de Futebol de 1987(módulos Amarelo e Verde). O clube ganhou vaga no Módulo Branco, que era considerado parte da segunda divisão, mesmo tendo ranking e público melhor que boa parte dos integrantes do módulo amarelo.
Desde então o Nacional não mais retornou à elite do futebol brasileiro. Em Manaus correu a história de que a diretoria da época, corrupta, teria entregue vários jogos para lucrar no bolão. Por outro lado, acreditavam que o clube teria a capacidade de se reafirmar e voltar logo à elite. Porém, os dirigentes do clube não se preocupavam tanto com o futuro do Nacional. Existe a suspeita histórica de que dirigentes da Federação Amazonense de Futebol e do próprio clube, agindo de má fé, teriam vendido a vaga do clube na Divisão Especial de 1988(atual Série B) para um clube paulista. Na época o Nacional tinha considerável colocação no Ranking brasileiro (entre os 30 melhores), o que lhe daria facilmente uma vaga entre os 24 que disputaram a Série B daquele ano.

### Outros anos
Em 1987 o "Naça" foi vice-campeão, pondo fim à sua sequência de títulos que foi de 1983 a 1986. Em 1988 sequer chegou à final, deixando de ser campeão ou vice pela primeira vez desde 1974, onde em 14 anos foi 11 vezes campeão e 3 vezes vice. A ausência na final tirou o clube do Campeonato Brasileiro pela primeira vez desde 1971. Em 1989 voltou à final, mas novamente foi derrotado.
No âmbito nacional, duas desclassificações amargas disputando a Série B: em 1987 caiu de forma inesperada, quando precisava apenas vencer o já eliminado Rio Negro; em 1989, caiu por 1 ponto, ficando em 2º lugar no seu grupo.

### Década de 90
O afastamento da elite do futebol brasileiro afastou também o grande público dos estádios, e os anos 90 consolidaram essa decadência. Em 1990 perdeu o título para o Rio Negro, que chegava ao 4º título seguido. Em 1991, a surpreendente saída do Rio Negro do campeonato deixou meio-caminho andado, num combalido futebol amazonense, encontrou alguma resistência no outro tradicional rival, o Fast Clube. Ainda assim, foi campeão, mesmo com o empate em 0 a 0 na decisão, diante de um estádio praticamente vazio. Levou por ter a melhor campanha e quebrou a sequência do Rio Negro, sem este sequer ter entrado em campo.
Em 1992, o próprio domínio da dupla Rio-Nal, que vinha desde 1974, foi encerrado, com o título do Sul América. Este título abriu a porteira para os chamados pequenos, o próprio "Sulão" foi bicampeão em 1993 e em 1994 foi o América. O "Naça" foi vice-campeão em 1994 e campeão em 1995, ficando duas temporadas invicto no estadual. Foi bicampeão em 1996, até se licenciar em 1997. Em âmbito nacional, participou da Copa do Brasil de Futebol de 1992, 1994 a 1997 e 1999, onde seu maior êxito foi eliminar o Cristal, do Amapá, em 1995. Nas disputas do Campeonato Brasileiro de Futebol - Série C, foi semifinalista em 1992, ano que conquistou o acesso à Série B, que infelizmente foi dissolvida no mesmo ano. Ainda obteve campanhas regulares nessa divisão, em 1995 e 1996, onde chegou às Oitavas de Final e Quartas de Final, respectivamente.

#### 1992 - Primeiro acesso do Amazonas
Em 1992 o Nacional disputou a Série C ao lado do seu tradicional rival, o Rio Negro. Os dois caíram num grupo regional com outras três equipes: Atlético Acreano, Macapá e Ji-Paraná. O regulamento da competição previa que o primeiro colocado de cada um dos sete grupos garantiria vaga na fase semifinal e também conquistaria uma vaga na Série B de 1993.
O Nacional sobrou no grupo com 5 vitórias, 2 empates e 1 derrota (essa para seu maior rival), com o Rio Negro ficando em segundo. Assim, garantiu historicamente o primeiro acesso do futebol do Amazonas no futebol nacional, qualificando-se a jogar a Série B de 1993. O clube avançou para a fase semifinal onde enfrentou Tuna Luso e Auto Esporte. O leão chegou à última rodada com chances de avançar à final, bastando vencer a equipe paraense em Manaus para obter sucesso. O clube esteve a um gol de conseguir êxito, mas acabou cedendo o empate e ficando em 2º lugar no grupo e 3º lugar geral.

#### 1993
Manobra da CBF transforma Série B de 1993 em Torneio Seletivo
Desrespeitando seus regulamentos, a CBF decidiu elevar 12 clubes da Série B de 1992 para a Série A, ao invés de 2 como estava previsto. Depois, a mesma resolveu retirar o mérito esportivo da disputa da segunda divisão, não mantendo os participantes originais, e assim, os sete clubes que subiram pela Série C de 1992 passariam a se juntar a 25 representantes estaduais(retirando o mérito esportivo), formando duas divisões de 32 equipes (Série A e Série B).
Já em 1993, a CBF resolveu não mais realizar aquela edição da Série B. Algum tempo depois, realizou um torneio seletivo que hoje é considerado parte da história da Série C. O Nacional foi colocado novamente em um grupo regional com Rio Negro, Rio Branco-AC e Independência-AC. O Nacional foi o vencedor do grupo.
Nova disputa de Acesso em 1993
Após vencer seu grupo, o Nacional estava na fase final do Torneio Seletivo da Série B de 1994, disputando novamente o acesso (pelo segundo ano seguido) à segunda divisão nacional (a qual disputaria por mérito naquele ano). O adversário foi o clube mato-grossense Barra do Garças. Nos jogos decisivos, dessa vez o clube azulino não obteve êxito e acabou perdendo a primeira partida fora de casa por 2x0 e empatando em casa por 1x1, assim, terminando a sua participação.

### Década de 2000
Em âmbito estadual, o clube iniciou o novo milênio com título estadual, em 2000, quebrando a sequência do São Raimundo, a quem bateu na final. Fez seguidamente as finais de 2000 a 2003, conquistando 3 títulos. Voltou a ser campeão em 2007 e vice-campeão em 2005 e 2009.[carece de fontes?]
Em Copas do Brasil, seu maior êxito foi a classificação sobre o Paysandu, em 2001, quando empatou por 1 a 1 e venceu pro 3 a 0. Pelo Campeonato Brasileiro, em 2000 voltou à Série B, onde ficou por duas temporadas. Em 2002, agora na Série C, quase fez o "bate-volta" quando chegou a ter a melhor campanha da competição e chegou ao Quadrangular Final, onde enfrentou o crescente Brasiliense mais o Marília e o Ipatinga. Acabou em 3º lugar geral, porém, apenas 2 clubes conquistavam o acesso. Seu atacante Wallace foi o 5° maior goleador da competição, fazendo 8 gols. Em 2005 voltou a figurar entre os 8 melhores da Série C, caindo nas Quartas de Final.[carece de fontes?]
A década se encerra com o vereador Luís Mitoso assumindo a presidência do clube, em 2009. Neste mesmo ano, aquele que é considerado o maior vexame e a página mais controversa da história do clube: a eliminação para o Cristal, na Série D. O "Leão" empatou fora de casa em 1 a 1 e chegou a estar vencendo por 2 a 0, em casa. No 2º tempo, de forma inacreditável, o time relaxou e tomou 5 gols.

### Década de 2010
Nesta década, no Estadual, o "Naça" colecionou os títulos de 2012, 2014 e 2015, além dos vice-campeonatos de 2011, 2013 e 2017. Em 2012 enfrentou pela última vez um clássico rival em finais, o Fast Clube. No âmbito nacional e regional, as eliminações na primeira fase da Série D se tornaram recorrentes e as participações na Copa Verde, irrelevantes. Em meio a essa queda de nível, a campanha da Copa do Brasil de Futebol de 2013 se tornou histórica.[carece de fontes?]

### 2013
Depois de disputar apenas o estadual em 2012, em 2013 o Nacional estava novamente de volta ao cenário nacional com a disputa da Copa do Brasil de Futebol de 2013 e do Campeonato Brasileiro de Futebol de 2013 - Série D.

#### Vice-campeão Amazonense
No estadual, o "Leão" estreou vencendo o tradicional rival Rio Negro por 2 a 0, conquistando a "Taça Centenário", uma homenagem da Federação Amazonense de Futebol aos dois únicos clubes remanescentes do primeiro estadual, de 1913, no aniversário de 100 anos deste. A partida contou com jogo preliminar de jogadores históricos de ambos os clubes.
Apesar de vencer os dois primeiros jogos, o "Naça" caiu na 1ª fase da Taça Estado do Amazonas, o que levou à queda do técnico Vilson Tadei. Para o 2º turno o clube trouxe o técnico Aderbal Lana, que mudou a postura da equipe. O time azulino chegou à final da Taça Cidade de Manaus onde enfrentou o Princesa, com o objetivo de chegar à final do campeonato e também evitar o título direto do adversário, que foi o campeão do 1º turno. No 1º jogo da Final, vitória por 4 a 2, onde o Nacional atuou até os minutos finais com 2 jogadores a menos. A curiosidade é que após cada expulsão, o Nacional fez um gol. No 2º jogo, o empate em 0 a 0 deu ao time azulino o título do returno.
O clube chegou à final geral e simultaneamente disputava a Copa do Brasil, trazendo o debate de qual deveria ser a prioridade do clube. No 1º jogo da final, foi derrotado em Manaus por 3 a 1, longe de atuar como nos últimos jogos, o que trouxe a interpretação de que o clube resolveu resguardar o time para a Copa do Brasil, onde três dias antes havia vencido o Coritiba por 4 a 1. No 2º jogo, já estando classificado na Copa do Brasil, o time nacionalino deu o seu melhor e mostrou sua qualidade, revertendo a desvantagem e vencendo por 2 a 0. O resultado, porém, levou a final para a disputa de pênaltis, onde o "Naça" acabou derrotado por 6 a 7.

#### Chegou às Oitavas da Copa do Brasil
Na Copa do Brasil de Futebol de 2013, o "Naça" fez história ao ser o primeiro clube nortista a chegar às Oitavas de Final da competição em seu formato mais robusto. Foi o primeiro clube amazonense a se classificar eliminando clubes que até então estavam na Série A do Campeonato Brasileiro (Coritiba e Ponte Preta).
O primeiro adversário do "Leão" foi o Águia de Marabá, e venceu nos dois jogos (2 a 0 e 2 a 1), sendo essa classificação considerada a virada do time, que vinha de um péssimo início no estadual. Na 2ª fase, o adversário foi o Coritiba, equipe que havia sido vice-campeã das duas últimas edições da Copa. No 1º jogo, em Manaus, o Nacional surpreendeu o adversário e aplicou uma goleada de 4 a 1 (gols de (5¹ Danilo Rios, 30¹ Wesley Bigu, 49¹ Danilo Rios e 37² Amaral) na equipe que três dias antes havia comemorado o tetracampeonato paranaense. No retorno, a derrota por 0 a 1 não foi suficiente para tirar a classificação do "Naça", que avançou à 3ª fase.
- 15 de Maio de 2013 - Nacional  4x1  Coritiba - Estádio Roberto Simonsen - SESI, Manaus;
- 23 de Maio de 2013 - Coritiba  1x0  Nacional - Estádio Couto Pereira, Curitiba.

Na Terceira Fase, novamente enfrentou um clube da Série A, desta vez a Ponte Preta. O clube venceu o 1º jogo em Campinas por 1 a 0 (gol de Danilo Rios, 30²) e o 2º, em Manaus, também por 1 a 0 (gol de Leonardo, 18¹). A classificação chamou a atenção da imprensa nacional, que considerou o clube uma das surpresas da edição.
- 10 de Julho de 2013 - Ponte Preta  0x1  Nacional - Estádio Moisés Lucarelli, Campinas;
- 24 de Julho de 2013 - Nacional  1x0  Ponte Preta - Estádio Roberto Simonsen - SESI, Manaus.

Nas Oitavas de Final, o Nacional enfrentou o Vasco da Gama. No primeiro jogo, em Manaus, o "Leão" se portou melhor no jogo e pressionou o time carioca, sendo que teve um gol anulado logo aos 4 minutos do primeiro tempo. Apesar disso, valeu a máxima de "quem não faz leva" e acabou derrotado por 0 a 2. No 2º jogo, agora atuando com time misto (por conta de jogo decisivo na Série D na mesma semana), o Nacional saiu a frente no placar após Danilo Rios aproveitar rebote em cobrança de pênalti (6 do 1º tempo), porém, o adversário virou a resultado e a partida se encerrou em 2 a 1 a seu favor, pondo fim na histórica campanha do clube azulino. 10 anos depois, em 2023, o feito ainda não havia se repetido.

#### A decepção na Série D
No ano do centenário do clube, a nova diretoria, encabeçada pelo presidente Mário Cortez, colocou como meta da temporada a conquista do acesso à  Serie C de 2014. O time começou bem e venceu as duas primeiras partidas, até a paralisação do torneio por conta da Copa das Confederações e depois liminar do Clube do Remo que insistia em entrar na competição no lugar do Genus. Após superados os contratempos, a competição voltou e o time sofreu 2 derrotas seguidas. A situação levou à demissão de Aderbal Lana, que foi substituído por Léo Goiano. Estreando o novo técnico, o "Naça" perdeu novamente, chegando a ocupar o penúltimo lugar do grupo. Esses resultados deixavam os torcedores confusos, uma vez que a equipe vinha bem na Copa do Brasil, fazendo parecer que o elenco havia abrido mão da Série D. Algumas contratações e mudanças no time titular foram feitas, e surtiram efeito, com a obtenção de três vitórias seguidas e a conquista da classificação.
Nas Oitavas de Final, o "Leão" enfrentou o Salgueiro, que assim como ele, vinha de recente disputa das Oitavas de Final da Copa do Brasil, onde ambos foram eliminados. Era como uma disputa antecipada pelo acesso, onde toda a imprensa considerava que o vencedor seria amplo favorito na fase seguinte. Durante a semana decisiva, o ambiente nacionalino ficou conturbado com muitos problemas extracampo. A torcida e a imprensa local criticavam Léo Goiano por colocar Leonardo e Danilo Rios na reserva. Léo Goiano, em entrevista, falou abertamente sobre seus motivos de colocar Rios na reserva alegando que ele não estava num bom momento. A atitude incomodou mais ainda os torcedores, uma vez que em jogo anterior, o meia, entrando no intervalo, mudou o cenário da partida em favor do Nacional. Rios, depois, confirmou sua chateação com as palavras do técnico, que segundo ele, chegou a chamá-lo de "pé-frio" e que isso seria um dos motivos para colocá-lo na reserva. Além deste problema, novamente se discutia qual competição o clube deveria valorizar, a Série D ou a Copa do Brasil, onde naquela mesma semana o Nacional enfrentaria o Vasco da Gama, no 2º jogo das Oitavas de Final.
Após toda a turbulência, o clube acabou eliminado na competição após dois empates, pelo critério de gols fora de casa. No jogo de ida, 0 a 0 em jogo disputado na cidade de Salgueiro, interior de Pernambuco. No 2º jogo, agora em Manaus, a torcida novamente se irritou com Léo Goiano, novamente por colocar Danilo Rios na reserva. Ainda no 1º tempo, Danilo Rios entrou e deu maior qualidade ao time, que empatou o jogo depois de sair atrás no placar (gol de Rafael Morisco, aos 23 do 1º tempo) e depois virou (gol de Leonardo, aos 20 do 2º tempo), depois de muito pressionar. Apesar de ser mais ofensivo, o Nacional levou o empate pouco depois de marcar o 2º gol. O "Naça" pressionava, mas a bola teimava em não entrar, e assim a partida seguiu até o final, levando à sua eliminação.

### 2014-Hoje

#### 2014
Depois de uma temporada acima da média em 2013, o Nacional não disputaria a competição principal em 2014, o Campeonato Brasileiro de Futebol - Série D, a qual só o campeão estadual teria vaga. O vice-campeonato lhe garantiu na Copa do Brasil e também na estreante Copa Verde. Com algum planejamento, apresentou o elenco ainda no final de 2013, com Francisco Diá como técnico.
Na estreante Copa Verde o "Naça" enfrentou na 1ª fase a equipe acreana Plácido de Castro, empatando em 0 a 0 em Rio Branco e vencendo por 1 a 0 atuando como mandante em Manacapuru. Na 2ª fase enfrentou o Clube do Remo e empatou em 1 a 1 como visitante. O jogo de volta marcou a inauguração da Arena da Amazônia e o Nacional precisava de uma vitória simples ou empate sem gols para se classificar, mas acabou empatando em 2 a 2 e sendo eliminado pelo número de gols como visitante.
Pela Copa do Brasil na 1ª fase eliminou o Esporte Clube São Luiz, de Ijuí-RS; empatando na partida de ida por 2 a 2 como visitante e vencendo em Manaus por 2 a 1, na Arena da Amazônia. Na 2ª fase o Nacional pegou o Corinthians. Sem apresentar grande futebol, o "Leão" foi dominado pelo adversário e derrotado por 3 a 0, sendo assim eliminado da competição.
A última competição em disputa se tornou o estadual. No primeiro turno, a Taça Estado do Amazonas, foi eliminado na semifinal pelo Fast Clube. No segundo turno(Taça Cidade de Manaus), fez uma campanha razoável na fase de grupos; nas semifinais eliminou o Manaus vencendo por 2 a 0 e 3 a 1; na final do 2º turno enfrentou o Princesa (que se mostrava o time a ser batido) e venceu por 2 a 1 e 2 a 0, se qualificando a disputar a final geral contra o próprio Princesa. O Nacional, agora comandado por Sinomar Naves, enfrentava o Princesa em uma final pelo 2º ano seguido e pela 3ª vez na história, sendo que para ele o "Leão" perdeu o título de 2013. O Princesa tinha a vantagem de jogar por resultados iguais, já que tinha de longe a melhor campanha, mas venceu a 1ª partida por 2 a 0, obrigando o Nacional a buscar uma vitória por 3 gols no 2º jogo.
A batalha do SESI.
A 2ª partida foi realizada no Estádio Roberto Simonsen, do SESI. O Nacional fez seu primeiro gol aos 5 do 1º tempo com Bruno Potiguar mas o Princesa empatou aos 30 ainda do primeiro tempo. A partir de então, o Nacional teria de fazer 4-1 para ser campeão. Jogando na pressão, o "Naça" voltou à frente aos 40 do 1º tempo, com Léo Paraíba. Com a volta pro 2º tempo o time mostrou garra e foi todo para frente, não demorando para sair o 3º gol, aos 8 minutos do 2º tempo novamente com Léo Paraíba. O resultado ainda era favorável ao adversário e permaneceu assim até os 37 do 2º tempo, quando João Douglas marcou o 4º gol. Após o 4º gol azulino jogadores do time adversário perderam o controle e iniciaram uma confusão generalizada da qual o jogador Leonardo, do Nacional, acabou sendo agredido na cabeça e saindo do estádio desacordado. O jogo ficou paralisado mais de 20 minutos e logo ao retornar, em meio à desatenção da equipe de Manacapuru, o Nacional marcou o seu 5º gol na partida novamente, com João Douglas. O resultado terminou assim e o Nacional se sagrou campeão numa das maiores reviravoltas da história do futebol amazonense.

#### 2015 - Da nova "Maquinaça" a mais uma decepção.
Em 2015, por voltar a Série D, o clube vinha transmitindo entusiasmo, principalmente por conta da sua folha salarial de até R$300 mil mensais, o que seria a 2ª maior na região norte e uma das mais caras entre a 3ª e a  4ª divisão nacional.
Na Copa Verde de Futebol de 2015 o Nacional iniciou eliminando o Vilhena com resultados de 1 a 0 em Rondônia e 1 a 1 em Manaus. Já na 2ª fase o "Naça" não foi eficiente a acabou eliminado pelo Paysandu após derrota em Belém por 4 a 1 e empate em Manaus por 1 a 1. Sinomar Naves, então técnico desde o ano anterior, foi demitido após a derrota em Belém e Aderbal Lana foi contratado para o restante da temporada. Pela Copa do Brasil de Futebol de 2015 o Nacional estreou enfrentando o Bahia. Em Manaus empatou em 0 a 0. No jogo de volta o Nacional estava se classificando até o último minuto quando a partida estava empatada em 2 a 2, quando o Bahia passou à frente com um gol irregular e se classificou com a vitória por 3 a 2.
Já o estadual foi uma grande ilusão na temporada nacionalina. O clube chegou a 15  vitórias consecutivas e chegou a ser comparado ao time dos anos 70 que era chamado de "Maquinaça". A invencibilidade caiu na 16ª rodada do torneio diante do Nacional Borbense. Na semifinal passou pelo Penarol Atlético Clube para depois enfrentar pelo 3º ano seguido o Princesa do Solimões na final estadual. Venceu as duas partidas decisivas por 1 a 0 e 2 a 1, sendo o primeiro clube a ser campeão na Arena da Amazônia, diante de 6.787 pagantes.
Apesar de ganhar com sobras o estadual, o Nacional não conseguiu levar para a Série D a força que apresentou. Num grupo regional o "clube da estrela azul" acabou eliminado em 3º lugar entre 5 equipes regionais, atrás de Clube do Remo e  Rio Branco-AC. A eliminação veio após uma derrota em casa por 2 a 0 para o clube acreano, numa partida onde o time se comportou de forma muito apática. O técnico Aderbal Lana saiu do comando durante o andamento da primeria fase e a equipe fechou a participação sob o comando do português Paulo Morgado, que qualificou o time como irresponsável e que não estava comprometido com a classificação. Na contramão disso, o Nacional chegou a ter a melhor média de público da competição, antes desta chegar a sua fase eliminatória, com média de 6.908 pagantes por jogo, com o maior público sendo de 11.037 pagantes.

#### 2016 - Início da crise financeira
Em 2016 o Nacional veio com a proposta de ser mais "pés no chão" com a ideia de ter um elenco mais barato. A temporada iniciou com a disputa de uma taça amistosa chamada "Leão Forte da Amazônia" disputada com o Clube do Remo em jogo único na Arena da Amazônia. A partida terminou empatada em 1 a 1 e foi decidida nos pênaltis com vitória do Nacional por 5 a 3.
O estadual foi apenas no 2º semestre, então, a primeira competição oficial disputada foi a Copa Verde. No torneio passou pelo Santos-AP após empate em 3 a 3 e vitória por 4 a 2. Pela 2ª fase do torneio enfrentou o Clube do Remo. O primeiro jogo foi disputado no Estádio Ismael Benigno em Manaus e o Nacional foi melhor e vencia até os 90 minutos decorridos, quando o adversário empatou nos acréscimos. No jogo de volta, em Belém, o clube paraense abriu o placar aos 40 minutos do 1º tempo e o Nacional empatou aos 43, mas o gol foi anulado erroneamente; o Nacional dominou todo o 2º tempo mas não conseguiu o gol de empate e acabou novamente eliminado.
Ainda no primeiro semestre, no mês de Abril, disputou a Copa do Brasil e a situação não foi melhor: acabou eliminado pelo modesto Dom Bosco do Mato Grosso com uma derrota por 2 a 0 em Cuiabá e um empate em 1 a 1 em Manaus. Então veio a Série D e um novo fiasco com o Nacional caindo na 1ª fase, apesar do 2º lugar do grupo, já que foi um dos dois piores segundos colocados. O Nacional foi eliminado por conta de um gol de saldo que garantiu o Espírito Santo em seu lugar.
Após a eliminação na Série D, uma completa reestruturação de elenco foi feita e o Nacional acabou trazendo outro time para o estadual, sob o comando de Allan George. O "clube da estrela azul" trouxe por empréstimo jogadores do Atlético Acreano que haviam feito boa campanha na Série D, mas que acabaram não rendendo o esperado. Na competição o "Naça" se classificou com certa facilidade para as finais, ficando em 3º lugar, porem, acabou eliminado na fase Semifinal pelo Princesa após derrota por 2 a 0 em jogo único. Os chamado "pacotão acreano" não mostrou comprometimento e além de inflar a divida do clube na temporada foi o primeiro a "abandonar o barco" após a eliminação no estadual. Ao que se sabe, ali iniciou-se uma grave crise financeira no clube.

#### 2017 - calendário resumido
A temporada de 2017 não poderia começar de pior forma: foi eliminado na fase preliminar da Copa Verde pelo modesto Galvez, do Acre. A equipe azulina empatou o jogo em Rio Branco por 1 a 1, mas a situação tornou-se desfavorável quando, atuando em Manacapuru, teve o jogador Jach Chan expulso ainda no primeiro tempo. A coisa piorou quando saiu o gol do adversário, que primeiramente não valeu mas depois do jogo estar seguindo, foi confirmado. A partida terminou 1 a 0 para os visitantes e o "Naça" foi eliminado.
O Campeonato Estadual voltou ao primeiro semestre, mas iniciou apenas em Março. Num campeonato bastante equilibrado, o Nacional saiu como o melhor da fase regular. Nas semifinais enfrentou o algoz do ano anterior, o Princesa e desta vez saiu melhor empatando em 2 a 2 e depois vencendo por 2 a 0. Na final enfrentou o Manaus, clube que disputava sua primeira final. No primeiro jogo sofreu uma inesperada derrota por 1 a 0 e na segunda partida um empate em 1 a 1 deram ao adversário o seu 1º título estadual.

#### 2018 - As coisas melhoram, mas nem tanto
Em 2018 pela primeira vez o Nacional não disputou a Copa Verde. Pela Copa do Brasil estreou enfrentando a Ponte Preta, em partida única em Manaus que terminou empatada em 0 a 0, com isso o "Naça" foi eliminado por conta do regulamento. A competição a seguir foi o campeonato estadual, onde obteve sua pior campanha na história: um 6º lugar.
Na Série D o clube finalmente conseguiu se classificar, o que não acontecia desde 2013. Passou em 1º lugar num grupo com São Raimundo de Santarém, São Raimundo de Roraima e Real Ariquemes. Na 2ª fase sucumbiu diante do  Altos, equipe que vinha em ascendência nacional, perdendo a primeira partida no Piauí por 0 a 3, e vencendo em Manaus por 4 a 2, resultados que resultaram na sua eliminação.

#### 2019 a 2022
No período de 2019 a 2022 o que se viu foi mais do mesmo nas temporadas de futebol do clube: esteve longe de conquistar um campeonato estadual, sequer chegando a final, chegando em 2022 a um jejum de 7 anos sem títulos, o maior na história (o maior período anterior foi de 6 anos entre 1951 e 1956). Em 2019 disputou a Copa Verde, na 1ª fase eliminou o Humaitá-AC com resultados de 1 a 1 e 2 a 0. Depois, enfrentou o Paysandu e no jogo de ida em Manaus acabou derrotado por 0 a 1, no retorno empatou em Belém por 0 a 0, sendo assim eliminado. Outra participação irrelevante do clube nesse período foi na Série D de 2020 onde foi eliminado de forma vexaminosa na fase preliminar da competição perdendo as duas partidas por 2 a 1 para o modesto Ji-Paraná de Rondônia.

## Estrutura

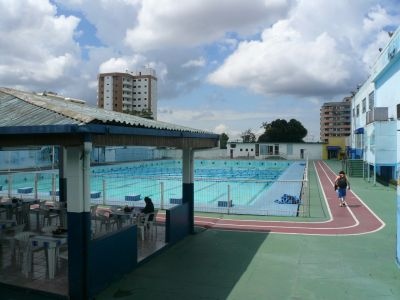
Piscina Olímpica do Parque Aquático

### As sedes do clube
No seu primeiro ano de existência o Nacional não possuía uma sede própria e as casas dos fundadores serviam como tal. De 13 de Janeiro de 1913 a Fevereiro de 1921, várias residências atuaram como sede do clube:
- A residência de Coriolano Durand atendeu, em 1914, a essa necessidade do clube, esta situava-se na Avenida Joaquim Nabuco, nº115;
- Ainda em 1914, a sede mudava-se para o Nº 53 da Rua dos Remédios (atual Miranda Leão, no Centro Histórico de Manaus);
- Em 1915 e 1916 os sócios faziam reuniões na Avenida Joaquim Nabuco, nº171;
- No período de 1916 a 1917 a sede social do clube ficava na casa nº15 da rua José Paranaguá.
- No ano de 1917 o clube esteve no nº41 da Avenida Joaquim Nabuco (onde ficou até 1918)[99].
- Em 14 de Julho de 1918 a sede do Nacional foi instalada, na gestão de Coriolano Durand, na hoje Avenida Epaminondas, nº29 (num prédio onde funcionou a pensão Floreaux), no centro comercial de Manaus. Por lá ficou até o ano de 1921.

Na Saldanha Marinho
Em Fevereiro de 1921 o clube finalmente fixou-se em um local, instalando-se no Nº46 da Rua Saldanha Marinho, um prédio que era propriedade da firma J.G. de Araújo, de Joaquim Gonçalves de Araújo. Araújo, português de nascimento, era simpatizante do Nacional e cedeu o prédio ao clube sem custos, ficando este lá sediado até se mudar para sua atual sede. O prédio tinha estilo colonial, e foi todo pintado de azul, com um escudo do clube no topo de sua parte frontal. Lá, o Nacional instalou uma quadra de esportes onde recebia partidas de futsal, basquete, vôlei e outros. Depois que o clube a desocupou, esta foi demolida. Por conta desse período, o Nacional ficou conhecido como "Leão da Saldanha Marinho".

#### Vila Municipal
Atualmente, a sede social do Nacional é localizada no bairro de Adrianópolis(antiga Vila Municipal), este que conta com o metro quadrado mais caro de Manaus. A sede é desde 2020 tombada como como patrimônio histórico e cultural de Manaus, o que impede " a demolição e a descaracterização da edificação". Apesar disso, em Agosto de 2022 o Tribunal Regional do Trabalho anunciou o leilão da sede por conta de dividas trabalhistas, avaliando este patrimônio em R$24,8 milhões.
A pedra fundamental da sede foi lançada em 29 de Maio de 1966. A estrutura foi inaugurada alguns anos depois, em 31 de Dezembro de 1971, numa cerimônia de inauguração e também de virada de ano.
Na sede social se encontra o setor administrativo, um espaçoso salão nobre para festas e a "Academia Nacionalina" que hoje encontra-se terceirizada. Há ainda o salão Mário Cortez, inaugurado em 19 de Dezembro de 2003, que é um pequeno museu do clube onde é possível encontrar troféus, medalhas e quadros. Há ainda:
- A Escola de Formação de Atletas do Nacional Futebol Clube, que possui um campo com uma pequena arquibancada, ao lado do prédio principal.
- Um pequeno lote que encontra-se alocado para um posto Atem.

Parque Aquático Adelino Costa
O Parque Aquático Adelino Costa faz parte do patrimônio situado na Vila Municipal e foi fundado em 16 de Agosto de 1980, na gestão de Manoel do Carmo Chaves Neto, o Maneca. Nele está a piscina olímpica do clube, que foi a primeira do porte a ser construída em Manaus e é ainda hoje uma das três únicas da cidade, ao lado das pertencentes à Vila Olímpica e ao SESI. Há ainda uma piscina para hidroginástica e um restaurante.

### Os campos

#### O Primeiro Campo
O Nacional inaugurou seu primeiro campo esportivo em 14 de Janeiro de 1917, um dia após completar 4 anos de existência. O "Campo de Sports" se localizava no antigo bairro da Floresta, em Manaus. O campo foi inaugurado na gestão de  Milton de Almeida contando com um festival de três jogos: Nacional (1º team) versus  Luso Sporting Club (1º team), Nacional (2º team) versus Naval (1º team) e times Nacional versus Monte Christo com times infantis. Existem referências a esse "ground" encontradas até 1920 e servia para os treinos das equipes de diversas modalidades do clube, e jogos oficiais de menor apelo.

#### CT Barbosa Filho

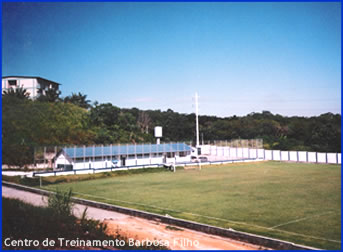
Centro de Treinamentos Barbosa Filho

O CT foi fundado em 16 de julho de 1980, na gestão de Maneca Encontra-se situado no bairro do Coroado. O centro foi o primeiro e ainda o único de propriedade de um clube amazonense. A estrutura possui alojamentos próprios para hospedar os jogadores, funcionando também como concentração das Categorias de Base do Clube (infantil, juvenil e juniores). Possui campo de futebol com medidas oficiais, vestiários, refeitório, departamento médico, sala de massagem e estacionamento, ainda uma pequena arquibancada para quem eventualmente acompanha os treinos e assiste a jogos de base.
Recebe esse nome em homenagem a Alfredo Barbosa Filho, conhecido carinhosamente como "Barbosão". Barbosa nasceu em 11 de Novembro de 1920 e veio a falecer em 6 de Março de 1992. Chegou a jogar como zagueiro antes de ingressar na Polícia Militar do Amazonas, ou chegou a ser comandante. Já durante o período de polícia, passou a trabalhar nas categorias de base do Nacional, onde ganhou reconhecimento da imprensa local por ser um grande revelador de talentos. Além de ser um colecionador de títulos de base nas diversas categorias, Barbosa chegou a comandar o time profissional por algumas ocasiões, inclusive, foi o próprio que dirigiu o time na vitória sobre o Grêmio Maringá, no Estádio Maracanã. A Câmara Municipal de Manaus concedia uma medalha de honra com seu nome, confeccionada a ouro, dada a jogadores com destaque no futebol manauara.
Em 2010, na gestão de Luís Mitoso (que depois saiu e fundou outro clube), o Nacional recebeu uma proposta incoerente de permuta vinda da construtora Unipar. A empresa teria tido o desejo de adquirir o terreno do Centro de Treinamentos e em troca daria outro, no Iranduba que teria um pequeno estádio de 5 mil lugares, com estacionamento não asfaltado e sem iluminação, mais dois campos de treino. O projeto era controverso, primeiro por ser fora de Manaus, segundo, por avalição de membros associados de que mesmo com todas as supostas vantagens, o valor de tudo que seria recebido não cobriria o do atual CT, que por sua localização, estava em constante valorização. O ex-dirigente Édson Rosas (que depois, também saiu e foi para o Fast Clube) chegou a dar o acordo como certo e até deu localização do terreno onde seria construído o novo CT, enquanto isso a própria Unipar alegava que desconhecia a tal negociação. O projeto não foi adiante.

### Categorias de Base
O "Leão da Vila Municipal" foi um grande formador de atletas, a maioria dos grandes jogadores do futebol amazonense surgiram da base nacionalina.[carece de fontes?] O clube foi eneacampeão amazonense de Futebol Junior, sempre representando o estado do Amazonas na Copa São Paulo de Futebol Junior, e na maioria das suas participações conseguia sempre ao menos uma vitória e fazia campanhas razoáveis para o nível que o futebol da Região Norte se encontra atualmente. o Nacional tinha a sua categoria de base considerada uma das melhores, senão a melhor da região.[carece de fontes?]
A partir da gestão de Mário Cortez, iniciada em 2013, as divisões de base do clube passaram a ser negligenciadas, perdendo espaço para outras equipes no estado. O dirigente chegou a falar publicamente que a base não interessava à sua gestão, deixando um clube sempre forte sem formar jogadores. O fato do clube ser o maior campeão e principal no futebol do estado, gerou críticas entre sua torcida e na opinião pública, principalmente quando se diz respeito aos grandes gastos que o clube vinha tendo montando equipes que não geravam retorno, geralmente compostos de refugos de outros centros. Grande parte da opinião local assume a ideia de que o Nacional e outros clubes regionais não obtém êxito por não formarem jogadores amazonenses para jogar profissionalmente.[carece de fontes?]

## Símbolos

### Brasão

Brasão de Armas Polonês, no qual Coreolano teria se inspirado

Na ata de fundação do Nacional consta o seguinte:
“O brasão do N.F.C. será constituído por um escudo verde e amarelo em triângulo alternado dois a dois com uma borda branca sobre o qual estarão as iniciais NFC encarnadas e coroando o escudo uma estrela azul”.
Porém ao se olhar o brasão do clube não se vê nada do que foi dito na ata, por exemplo a cor verde é pouco apresentada, enquanto o azul que sequer foi citado é a cor que predomina como a principal na história do clube. O Nacional utiliza o brasão que é conhecido hoje desde 1922, quando em a águia dourada  foi adicionada ao escudo em comemoração ao centenário da independência brasileira. O brasão nacionalino é formado por estes símbolos:
- O escudo simples no atual formato;
- 6 estrelas douradas que representam o hexacampeonato amazonense consecutivo de 1976 a 1981;
- Uma águia de cor predominante amarelo ouro, com bordas e olhos verdes; até 2011 as asas possuíam dois sombreamentos que deixaram de ser utilizados na temporada seguinte. Sua cabeça está sempre voltada para a esquerda.
- A estrela azul ficando entre as asas da águia.

A Águia – A águia assim como o escudo tradicional foram desenhados originalmente pelo pelo sócio fundador do Nacional, Coriolano Durand, e este valeu-se da arte de compor e interpretar as armas e distintivos da nobreza para desenhar este brasão. A ave foi adicionada em comemoração ao centenário da Independência Brasileira, em 1922, quando o clube tinha 9 anos de existência. O formato da águia mudou e modernizou-se conforme o passar dos anos, sendo hoje considerado um dos mais belos símbolos dentre clubes de futebol, com o brasão sendo o símbolo mais utilizado na camisa do clube desde a sua primeira utilização, principalmente na camisa azul. Em alguns anos, por descuido e falta de conhecimento do simbolismo nacionalino, algumas características foram esquecidas, como por exemplo, em alguns anos a estrela azul sumiu do brasão, voltando no ano de 2010 a ser utilizada entre as asas da águia, seu lugar.[carece de fontes?]
Curiosidades
- No brasão encontram-se exatamente todas as cores da bandeira nacional brasileira, apontando para o fato de que o clube sempre buscou exaltar sua nacionalidade;[carece de fontes?]
- Na sua primeira versão a águia tinha praticamente o mesmo formato do brasão da Polônia, no qual seu desenho original foi inspirado;[carece de fontes?]
- Este também era conhecido como “escudo de gala”;[carece de fontes?]
- Entre as asas e a estrelas azul existiam duas penas flutuantes, que foram deixadas de lado nos brasões mais recentes.[carece de fontes?]

Em 2012, um grupo de marketing apresentou um novo formato para o brasão, que foi contestado por parte da torcida por ter abandonado as características históricas e originais. Em 2013 houve uma correção nessas falhas.[carece de fontes?]

#### Escudo simples
Como já foi dito o escudo do Nacional foi desenhado em 1913, por Coriolano Durand, já com o formato atual, com curvatura diferente e o monograma N.F.C. entrelaçado dentro do círculo branco, sofrendo poucas mudanças no decorrer do tempo, sendo a mais marcante a troca do monograma pela letra "N" isolada. O formato com a letra "N" isolada foi copiado por outros clubes no país e por muito tempo foi o mais utilizado, pela sua fácil reprodução.[carece de fontes?]

#### A estrela azul

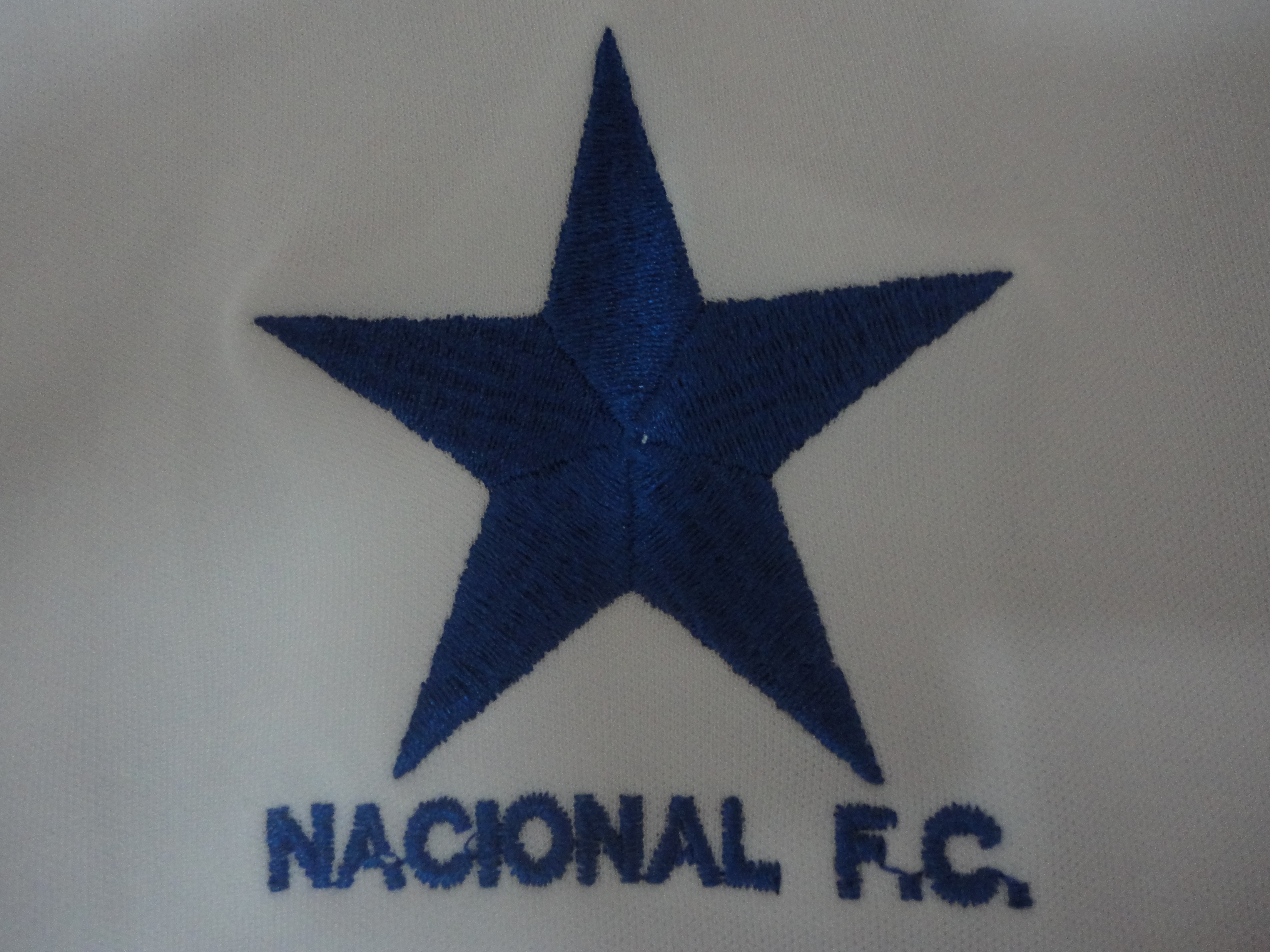
A Estrela azul, utilizada desde a origem do clube

A estrela Azul de cinco pontas é um dos maiores símbolos do Nacional, sendo também citada no hino do clube.  É considerada o 2° maior símbolo do clube e é tradicionalmente e utilizada no uniforme branco, sendo que foi estampada no uniforme histórico de 1913. Ela surge no escudo oficial do clube entre as asas da águia.[carece de fontes?]

#### Estrelas do hexa
As estrelas do hexa são seis estrelas douradas em tamanho igual encurvadas em arco para cima, estas que simbolizam o hexacampeonato do Campeonato Amazonense de Futebol que foi conquistado de forma consecutiva de 1976 a 1981. Ainda hoje, depois de quase 30 anos, o Nacional ainda é o único clube a ter um hexacampeonato consecutivo no estado, e o feito do clube tornou-se um símbolo que desde então é utilizado e eternizado nas camisas do clube.[carece de fontes?]

### Uniformes
Historicamente o Nacional possui dois padrões oficiais de uniforme:
- Camisa branca – Em grande parte da primeira metade de seus anos, a camisa utilizada era a branca, utilizando a estrela azul como símbolo principal e alternando entre calções brancos ou azuis.[112] No ano de 1971 o clube jogou com o uniforme branco com o escudo tradicional, deixando a estrela azul, mas o uso do brasão na camisa branca nunca foi bem aceito. As mangas e o colar da camisa são azuis, e a numeração é aplicada na mesma cor. O padrão para esse conjunto é que seja todo branco com detalhes em azul nas peças.[111]
- Camisa Azul – A partir dos anos 60 o clube passou a utilizar também camisas azuis, onde geralmente aplicava seu brasão institucional, com a mesma variação para os shorts. O Brasão geralmente aparecia mais nos uniformes de goleiro, isso quando não aparecia apenas a inscrição do nome em curva. O primeiro registro da camisa azul sendo utilizada é de 1964, com os calções sendo brancos, as meias também mas com duas faixas azuis. Em 1969 já existiam registros do uniforme completamente azul. A inscrição numérica dos jogadores é feita em branco. O padrão atual é que a camisa azul sempre combine com calções e meias azuis.[111]

Em algumas ocasiões clube utilizou de uniformes especiais:
- Uniforme Amarelo - Em 2014 o clube resolveu explorar as demais cores do seu brasão(que como já dito, tem todas as cores da bandeira brasileira), e em razão da Copa do Mundo no Brasil foi um dos primeiros a idealizar o uniforme amarelo. O uniforme que utiliza em conjunto camisa amarela e shorts e meias azuis, foi utilizado pela primeira vez no primeiro jogo da primeira fase da Copa Verde de 2014 contra o Plácido de Castro, em Rio Branco.[113] Em 2018, novamente por conta da Copa do Mundo, o clube voltou a lançar um uniforme comemorativo, desta vez praticamente todo amarelo, com exceção à camisa, cuja parte superior era verde.[114]
- Uniforme Verde - Em razão da Copa Verde e principalmente da regionalidade amazônica, o clube lançou em 2015 o uniforme verde. O conjunto de camisa e meias verdes com shorts branco foi utilizado na competição regional daquela temporada.[carece de fontes?]

### Mascotes
O Nacional possui dois mascotes:

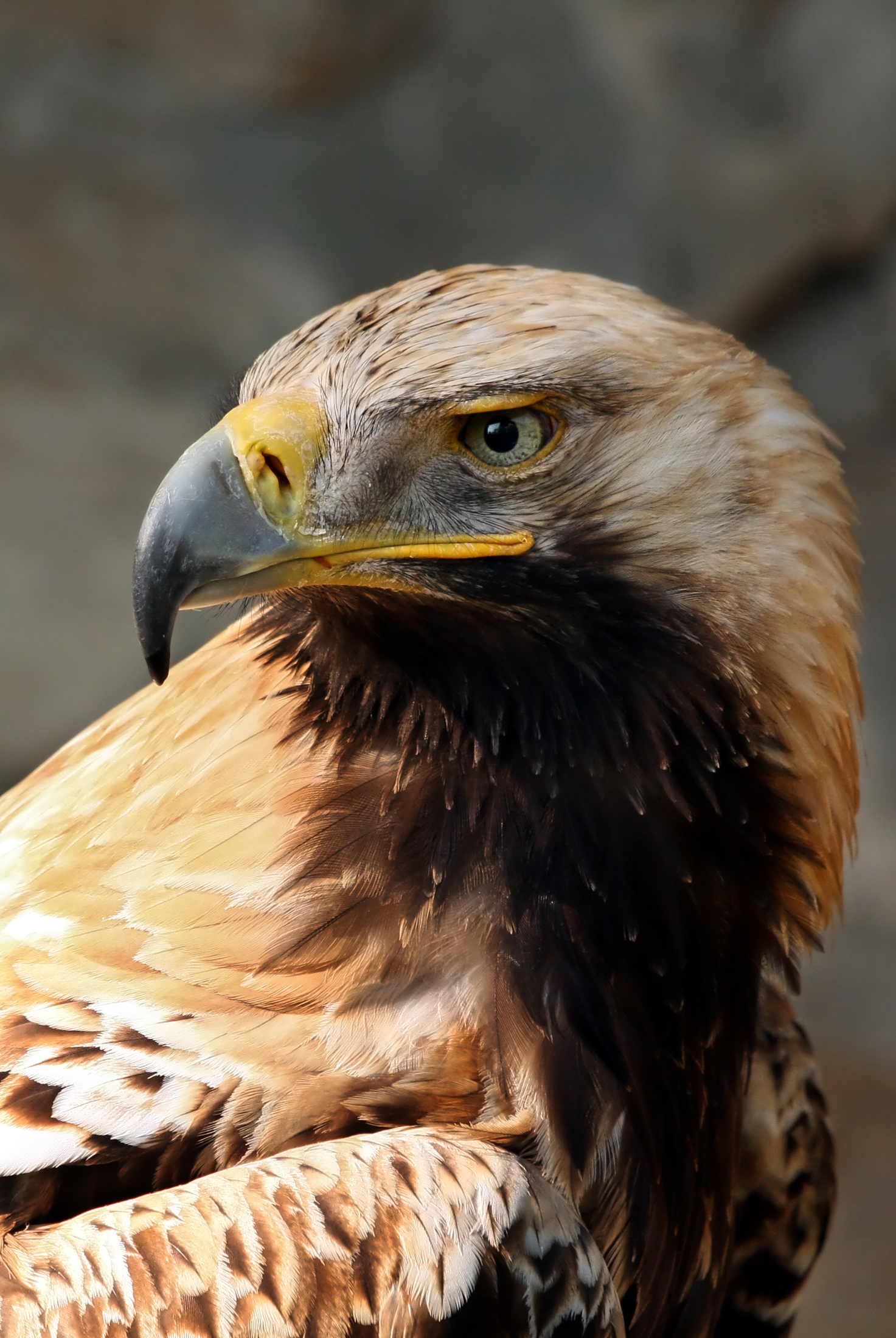
Águia, mascote alternativo do Nacional

- Águia – Seria a mascote mais viável ao clube, que, procurou de todas as formas prestar  homenagem a nação brasileira, pois existe uma espécie de águia que vive na Amazônia que está ameaçada de extinção. Poucos torcedores reconhecem a águia como uma das mascotes do clube, porém, muitas torcidas organizadas têm em seu nome a palavra “águia”.[carece de fontes?]

Vale lembrar que a águia é um símbolo de força, e é utilizada, além do brasão do clube, no brasão de muitos estados brasileiros, destes podemos citar o Amazonas e Pará.[carece de fontes?]
- Leão – É o mais reconhecido pela torcida, apesar do animal nunca ter habitado terras brasileiras, é adotado como mascote de vários clubes brasileiros, entre eles o Nacional. Hoje em dia o mascote entra em campo para animar as torcidas, geralmente com uma camisa ou da Apaixonaça ou da Narraça. O Leão representa a garra e a força do clube, o rei dos animais.[carece de fontes?]

O mascote deu ao clube alcunhas como "Leão da Vila Municipal", "Leão da Amazônia", "Leão do Norte", "Leão de Manaus", "Leão Azul".

### Hino
O hino oficial do Nacional foi lançado durante a presidência do desembargador Joaquim Paulino Gomes. Foi composto pelo músico e desportista Flávio de Souza, em 1968, e gravado pela Phillips do Brasil, do Rio de Janeiro. O disco de vinil foi lançado em 7 de Dezembro de 1968, em lançamento oficial com a presença de jogadores e diretoria. A renda da venda do disco foi revertida em benefício da construção do Estádio Vivaldo Lima.

### Alcunhas
- Naça - Naça provem do próprio nome do clube, algo que aparentemente tenta transmitir imponência, grandeza. É o apelido principal para a torcida, a alcunha rendeu ao clube a famosas frases "Onde tem taça é do Naça" e "Naça é Naça e o resto é fumaça", frases que eram famosas em Manaus nas décadas passadas.[carece de fontes?]
- Leão da Vila Municipal - O Nacional, outrora conhecido como "Leão da Saldanha Marinho", ganhou tal apelido com a mudança para o bairro do Adrianópolis, que antigamente era conhecido pelo nome de Vila Municipal.[carece de fontes?]
- Leão da Amazônia - O clube é conhecido em Manaus e lá fora por esse apelido, justamente pela cidade origem ser localizada no coração da mata símbolo do estado do Amazonas.[carece de fontes?]
- O Mais Querido - O Nacional sempre teve a maior torcida do Amazonas, e na década de 40 ganhou o apelido que lhe fora dado por meios de comunicação da cidade de Manaus. Na década de 70 foi eleito mediante votação o "Mais Querido do Amazonas" pela revista Placar.[carece de fontes?]
- Rei do Amazonas - O Leão é conhecido pelo apelido de Rei da Floresta, no caso do Nacional, o Rei do Amazonas pelo fato de ser o maior colecionador de títulos no estado. Era assim chamado nos anos passados, quando a população criava os mais sortidos tipos de nomes carinhosos para com o clube de coração, o Leão Rei do Amazonas.[carece de fontes?]
- Clube da Estrela Azul - No ano de sua fundação, o que identificava o Nacional era apenas uma estrela azul sobre o coração de seus atletas, aquele uniforme branco ficou eternizado na história do clube.
- Clube dos Campeonatos - Devido ao número de conquistas nos mais diversos esportes, o Nacional foi chamado na imprensa manauara de "Clube dos campeonatos".[carece de fontes?]
- O Maior do Amazonas - Apelido gerado pela sua torcida e pela própria imprensa local nos tempos passados quando o clube era mais hegemônico e ganhava quase todos os campeonatos amazonenses que disputava. Ainda hoje é assim chamado, em alusão aos seus 43 títulos estaduais, à sua torcida e os grandes feitos para a história do futebol do estado.[carece de fontes?]

## Torcida
O clube tem uma torcida historicamente forte no estado e na Região Norte, sendo a terceira maior da Região.[carece de fontes?] É possível que desde a primeira disputa do campeonato local até o final dos anos 80, o Nacional contasse com maioria absoluta de torcedores entre todos os clubes na cidade de Manaus, sendo que perdeu este posto já nos anos 90 para o Flamengo.[carece de fontes?]
Houve um tempo em que o Nacional era considerado um clube de massa, pois na capital o clube era conhecido de todos, quem não era torcedor, torcia contra, e também contava com muitos torcedores e simpatizantes no interior do estado, principalmente nos municípios mais próximos de Manaus. Na época o Nacional tinha torcidas equivalente a de clubes como Paysandu, Remo, Goiás e vários outros de todo o Brasil que hoje aparecem como os maiores do país.[carece de fontes?]
Outrora um clube com média de mais de 22.000 pessoas por jogo do Brasileirão, hoje o clube mostra no estádio ainda ter a maior torcida dentre os clubes locais, apesar de raras pesquisas e as apostas no time-mania apresentarem o São Raimundo como mais popular, porém ambos não chegam a 1% da preferência Manauaras e muito menos no interior. Em várias edições do Campeonato o Leão de Manaus  apareceu entre as 10 melhores médias de público entre mais de 40 clubes.[carece de fontes?]
O Nacional conta com a Associação das Torcidas Organizadas do Nacional (ATON), associação que reúne todas as torcidas organizadas do Nacional com objetivo de ser um elo de ligação com a diretoria do clube, para gerir as seguintes Organizações de Apoio:[carece de fontes?]
- Torcida Organizada Naça Jovem (TONJ)  - Formada no início de 2011, é hoje a maior e mais organizada torcida do clube, e como sugere o nome, tem em sua maioria torcedores jovens.[carece de fontes?]
- Torcida Organizada Narraça - hoje a torcida mais atuante do clube, é a mais antiga em atividade e sempre realiza bonitas festas nas arquibancadas. Fundada em 13 de Setembro de 1991.[carece de fontes?]
- Torcida Organizada Apaixonaça  - Uma das mais importantes torcidas do clube e a que hoje possui o maior bandeirão do estado do Amazonas.[carece de fontes?]
- Barra Brava Os Guerreiros da Vila (GDV)  - Fundada no fim de 2014. Um grupo de Torcedores do nacional iniciaram um movimento popular mais conhecido como barra brava. Este movimento tem como objetivo de apoiar unicamente o Nacional futebol clube em qualquer situação que o clube esteja com cantos de incentivos ao clube até mesmo nas derrotas.[carece de fontes?]
- Leões da Amazônia - torcida fundada em 1996, cresceu muito nos últimos anos e tem sua sede próximo ao saudoso Parque Amazonense.[carece de fontes?]
- Águia de Aço - torcida que tem em sua maioria a velha guarda nacionalina.[carece de fontes?]

Laranjas, garrafas, pedras e urina
Em Manaus era uma mística, se o rival ousar passar do lado adversário ele leva uma "pedrada", seja lá de qual for o objeto. Mas, em 1973 os times que visitavam Manaus pela primeira vez falavam "Essa torcida é louca", a euforia e felicidade por um gol era tamanha que a torcida na hora de comemorar atirava tudo o que tinha na mão para frente, rumo ao campo, sem imaginar em quem acertaria; em 1973 num jogo contra o Cruzeiro os dirigentes, torcedores e jogadores do clube ficaram até certo ponto admirados ao ver a maneira "nacionalina" de comemorar um gol, no final do jogo, segundo relato destes, o estádio Vivaldo Lima estava tomado de entulhos.[carece de fontes?]
A torcida do Nacional, apesar de ser muito maior que as outras, era uma torcida pacifica, lógico, desde que respeitada. Porém, em dias de Rio-Nal era normal no dia seguinte, nos dias de conversa jogada fora, de se ter noticias de brigas isoladas entre indivíduos rivais em alguns lugares da cidade ou de que algum torcedor estava com ferimentos devido a ser atingido por algum objeto atirado de algum lugar.[carece de fontes?]
Cobranças
A torcida do Nacional é conhecida em Manaus no meio futebolístico como a que mais cobra resultados positivos do clube, geralmente, a torcida não é muito amiga de seus jogadores e técnicos mais esquentados. A torcida do Nacional ainda mantem a tradição de ir no Centro de Treinos acompanhar o processo de trabalho, de acompanhar jogos da base e apoiar o clube em todas as situações, o que lhe rende o nome de "Sempre Fiel" que é retratado em parte do hino do clube.[carece de fontes?]
O Vivaldão é do Nacional
Nas décadas anteriores, os mais envolvidos com dados técnicos do futebol de Manaus, como borderôs sempre diziam: Só o Nacional tem capacidade de lotar o Vivaldo Lima em qualquer jogo de torcida única. O clube, nos anos de história do estádio, foi o que mais jogou e mais vezes lotou o estádio.[carece de fontes?]
Por ser a maior torcida e mais presente, a torcida do Nacional sempre ocupava o privilegiado setor coberto do Estádio Vivaldo Lima, empurrando seus maiores rivais para o sol caloroso de Manaus que atingia em cheio o lado oposto.[carece de fontes?]
Em 1971, uma pesquisa encomendada por um jornal local e publicada em uma revista de renome dava o Nacional como preferência de 60% dos Manauaras; uma década depois o clube ganhou o título de Mais Querido do Amazonas em votação promovida por cupons da Revista Placar.[carece de fontes?]

### O mais querido do Amazonas
Em 1973, a Revista Placar realizou um concurso nacional para definir o clube mais querido do país e também de cada estado. A revista utilizou dos jornais locais de cada cidade de onde o torcedor destacaria cupons e depositaria apontando o seu clube de coração. A contagem foi realizada a cada semana do concurso durante 13 semanas e em Manaus quem divulgou o concurso foi o jornal "A Notícia". O resultado do concurso foi divulgado pela revista em Agosto do mesmo ano e a divulgou apenas os votos computados pelos três mais votados em cada estado. No Amazonas a votação dos três melhores chegou a 35.016 cupons, com vitória do Nacional que obteve 14.286 cupons (40,8%), colocando uma diferença de 1.080 votos a mais que o seu eterno rival Rio Negro que obteve 13.206 indicações (37,7%). Em terceiro lugar ficou o Fast Clube com 7.524 cupons (21,5%). Com isso, o Nacional foi considerado mediante esse concurso como o "Clube Mais Querido do Amazonas".
Em 1978, a Placar voltou a realizar o concurso, desta vez sem dar muitos detalhes como fez em 1973. Nesta que foi a 2ª edição do referido o Nacional venceu de novo como o "Mais querido" no Amazonas.

### Médias de público pagante

#### Campeonato Brasileiro de Futebol
Para as médias de público do Campeonato Brasileiro foram usados apenas os borderôs de jogos disponíveis em arquivo.
- 1972 - 20.395 - Maior público conhecido: 27.295 pagantes contra o Flamengo; Segundo maior público conhecido: 22.312 pagantes contra o Palmeiras.
- 1973 - 20.547 - Maior público conhecido: 44.663 pagantes contra o América-RJ; Segundo maior público conhecido: 27.109 contra o Guarani.
- 1974 - 18.161 - Um dos maiores públicos do clube na Série A foi registrado neste ano: Nacional 1-2 Operário-MS, com 39.455 pagantes no dia 9 de Junho; Segundo maior público: 21.664 pagantes no jogo contra o São Paulo
- 1975 - 10.503 - Maior público: foi contra o Paysandu com 20.235 pagantes, e o segundo maior público em Manaus foi contra o Rio Negro (14.739), porém o mando era do adversário e o jogo não entrou na média.
- 1976 - 11.140 - O jogo com maior público foi contra um clube paraense, desta vez contra o Remo-PA onde compareceram 18.222 pagantes.
- 1977 - 13.858 - Maior público: 29.035 pagantes contra o Atlético-MG; Segundo Maior: 23.241 pagantes contra o Remo
- 1978 - 4.078 - A pior média do clube no Campeonato Brasileiro, sendo pior até mesmo que a média do clube no Campeonato Amazonense.
- 1979 - 9.951 - Maior público: 19.127 pagantes no jogo contra o Atlético-MG, Segundo maior público: 13.552 pagantes no jogo contra o Vitória.
- 1980 - 7.675 - Segunda menor média de público do Nacional. Maior Público: 9.047 no jogo contra o São Paulo-SP
- 1981 - 17.524 - Maior público: 31.600 pagantes contra o Vasco-RJ; Segundo maior público: 30.259 pagantes contra o Flamengo.
- 1982 - 24.582 - Maior público: 38.923 pagantes contra o Vasco; Segundo maior público: 31.474 pagantes contra o Santos.
- 1984 - 26.679 - Maior público: 41.239 pagantes contra o Vasco; Segundo maior público: 28.488 pagantes contra o São Paulo.
- 1985 - 14.328 - Maior público: 24.360 pagantes contra o Paysandu; Segundo maior público: 18.416 pagantes contra o Mixto.
- 1986 - 22.641 - Maior público: 43.047 pagantes contra o Corinthians; Segundo maior público: 31.314 pagantes contra o Internacional.

Entre as melhores médias históricas do Brasileirão: A poucos anos o Nacional aparecia como a 12° maior média de público na contagem que ia desde o ano de 1971 até 2002, naquele ano aparecia na frente de grandes clubes do futebol brasileiro e como a melhor média histórica da Região Norte, no Norte-Nordeste ficou apenas atrás do Bahia. A média do clube em 14 participações foi de algo em torno de 16.000 pagantes por jogo.[carece de fontes?]

#### Copa do Brasil
- 2006 - 16.215, 5° melhor média da competição.[carece de fontes?]
- 2008 - 15.212[carece de fontes?]
- 2010 - 3.774, o único estádio disponível em Manaus era o pequeno Estádio Roberto Simonsen, do SESI[carece de fontes?]

#### Campeonato Brasileiro de Futebol - Série C
- 2005 - 4.514, oitava melhor média de público, 7° clube em arrecadação.

#### Campeonato Amazonense de Futebol
Para as médias de público do Campeonato Amazonense foram excluídos da contagem os clássicos Rio-Nal.
- Campeonato Amazonense de Futebol de 1966 - 2.500[carece de fontes?]
- Campeonato Amazonense de Futebol de 1968 - 6.481[carece de fontes?]
- Campeonato Amazonense de Futebol de 1969 - 7.458[carece de fontes?]
- Campeonato Amazonense de Futebol de 1973 - 8.519[carece de fontes?]
- Campeonato Amazonense de Futebol de 1974 - 3.777[carece de fontes?]
- Campeonato Amazonense de Futebol de 1975 - 6.940[carece de fontes?]
- Campeonato Amazonense de Futebol de 1976 - 4.174[carece de fontes?]
- Campeonato Amazonense de Futebol de 1977 - 3.220[carece de fontes?]
- Campeonato Amazonense de Futebol de 1978 - 5.749[carece de fontes?]

Nos últimos anos, o Nacional se mantém como o clube de melhor média de público em Manaus, sendo que em 2012, foi o de melhor média no Amazonas.[carece de fontes?]

## Grandes atletas
O Nacional conta com um grande hall de jogadores que são considerados pela imprensa local como grandes nomes do futebol amazonense, ao que constam:
- Pepeta (José Ricardo dos Santos Silva) - natural de Manaus, nascido em 16 de Dezembro de 1944, era um ponta-esquerda de grande destaque no final dos anos 60 e início dos anos 70. Era chamado de “Menino de Ouro do Naça” e é considerado um dos maiores jogadores amazonenses em todos os tempos, chegando a ser contratado pelo Palmeiras na década de 1960. Foi campeão estadual pelo Nacional por quatro vezes(1963, 1964, 1968 e 1969), além de marcar gols históricos como o contra o Grêmio Maringá no Estádio do Maracanã e também  marcou dois gols na vitória por 3 a 0 diante do Bahia em 1966. Se aposentou ainda jovem, aos 26 anos, em 1970.[119]
- Rolinha (Antonio Ricardo Peixoto Lima) - atuava no meio-campo, foi bicampeão pelo Nacional em 1968-69. Considerado um jogador de grande técnica para a época, chegou a recusar propostas de clubes como Botafogo, Fluminense e Cruzeiro para ficar em Manaus ao lado da sua mãe.[120]
- Sérgio Duarte - volante clássico, Sérgio era filho um nacionalino fanático e frequentava as arquibancadas do antigo Estádio Vivaldo Lima como torcedor. Ingressou no clube ainda jovem e fez todo o percurso de base no "Clube da Astrela Azul" onde foi tetracampeão profissional de 1983 a 1986. Aos 18 anos chegou a ser emprestado ao Flamengo, além de ter passagem por equipes de Portugal e Escócia.[120]
- Waldomiro (Waldemiro de Abreu Lima) - zagueiro oriundo do município de Itacoatiara, fez parte do histórico onze títular que atuou no Maracanã em 1969. Foi campeão amazonense pelo "Naça" em 1968-69, 1972 e 1974,  deixando o "Leão da Vila Municipal" em 1975.[121]
- Bendelack (Raimundo Augusto Cunha do Rosário) - paraense natural de Santarém, ponta-direita, chegou ao Nacional em 1979 onde logo conquistou um estadual, o feito se repetiu em 1980 fazendo parte do histórico hexacampeonato estadual que veio a ser conquistado em 1981. Foi para a Bolívia onde disputou uma Taça Libertadores da América pelo Wilstermann. No Brasil jogou no Cruzeiro e depois voltou para Manaus para atuar no Nacional, onde ainda conquistou os estaduais de 1983 e 1984.[122]
- Marialvo (Marialvo Duarte Hayden) - goleiro manauara já falecido, considerado um dos grandes da sua posição na história do futebol nortista, foi bicampeão amazonense pelo Nacional em 1968-69.[123]
- Procópio (José das Graças Procópio da Silveira) - goleiro natural de Eirunepé, interior do estado, foi campeão amazonense pelo Nacional em 1969, 1974 e 1976. Saiu do Nacional em 1976 indo para o Náutico, depois atuando no trio de ferro cearense(Fortaleza, Ceará e Ferroviário).[carece de fontes?]
- Raulino (Raulino Silva Leite) - atacante amazonense, fez o gol que deu ao Nacional o título de tetracampeão amazonense em 1986, sobre o grande rival Rio Negro num dos títulos mais festejados pela torcida do clube. Foi o principal marcador do "Naça" naquele ano com 11 gols.[26]
- Marinho Macapá (Marinho Carlos da Silva Santos) - volante natural de Macapá, cidade de qual carregou o nome, fez história não só no Nacional como em todo o futebol amazonense sendo o recordista de títulos com 10 conquistas, sendo 8 pelo "leão". O jogador foi descoberto por acaso, quando num amistoso do Nacional em sua cidade natal em 1978, Marinho chamou atenção do técnico Laerte Dória, que pediu sua contratação.[124]
- Barrote (Jurandir Pereira Lira)	- natural de Itacoatiara, fez carreira no "Naça" onde começou no início da década de 30 e ficou até 1944. Pelo clube foi campeão de 6 campeonatos amazonenses, um dos maiores campeões pelo clube. Barrote só vestiu outra camisa em 1938, ano em que o Nacional esteve licenciado.[125]

### Principais revelações
- Campos (Cosme da Silva Campos) - centroavante natural de Pedro Leopoldo, interior mineiro. Cria da base do Atlético Mineiro, veio para o Nacional por empréstimo e em Manaus despontou no cenário nacional ao ser vice artilheiro do Campeonato Brasileiro de Futebol de 1972 com 14 gols. Um jogo memorável foi quando o jogador fez 2 gols na vitória por 2 a 0 do Nacional sobre o Corinthians. Campos chegou a atuar pela Seleção Brasileira de Futebol.[126]
- Toninho Cerezo (Antônio Carlos Cerezo) - meia mineiro, veio emprestado pelo Atlético Mineiro aos 19 anos, em 1974. No Nacional começou a carreira de profissional disputando todo o Campeonato Estadual e o Campeonato Brasileiro daquele ano, obtendo destaque que o levaram de volta pro clube mineiro, onde foi multicampeão. Disputou as Copas do Mundo de 1978 e 1982.[127]
- Paulo Isidoro (Paulo Isidoro de Jesus) - outro mineiro do convênio com o Atlético Mineiro que emprestava jogadores da base pro "Leão". Isidoro, ponta de lança, jogou 7 partidas pelo "Naça" em 1974. O Atlético Mineiro tentou renovar o empréstimo, mas o Nacional não quis. Isidoro voltou para Minas Gerais e depois obteve destaque que o levou para a Seleção Brasileira de Futebol que disputou a Copa do Mundo de 1982.[127]
- Alfredo Mostarda (Alfredo Mostarda Filho) - zagueiro paulista, veio para o Nacional com 24 anos por empréstimo junto ao Palmeiras, em 1970. Depois da breve passagem pelo clube da estrela azul, retornou ao seu clube de origem, obtendo destaque. Quatro anos depois da passagem pelo Nacional, Alfredo estava disputando a Copa do Mundo FIFA de 1974.[127]

### Futebolistas renomados
Jogadores que tiveram algum renome no cenário nacional e até disputaram Copas do Mundo pela Seleção Brasileira de Futebol vieram para o "Leão do Amazonas" em algum momento da carreira. Dentre todos, podemos citar:
- Jairzinho (Jair Ventura Filho) - jogador que disputou as Copas do Mundo de 1966, 1970 e 1974, sendo campeão mundial, chegou ao "Naça" em 1979 para disputar o Campeonato Brasileiro de Futebol.[127]
- Dadá Maravilha (Dario José dos Santos) - centroavante carioca de grande renome, considerado um dos maiores artilheiros da história do futebol brasileiro, foi campeão da Copa do Mundo FIFA de 1970. Veio para Manaus em 1984 ainda atuando em bom nível e foi artilheiro do campeonato estadual daquele ano com 14 gols.[127]
- Edu (Jonas Eduardo Américo) - ponta-esquerda paulista também campeão mundial da Copa do Mundo FIFA de 1970. Veio para o "Naça" na mesma temporada de Dadá, em 1984. Ainda jogou o Campeonato Brasileiro de Futebol de 1985.[128][129]

## Rivalidades

### Clássico Rio-Nal
O maior rival do Nacional é o Rio Negro, e com este o Nacional protagoniza o maior clássico do futebol Amazonense, o RioNal, que até hoje é o confronto que mais leva público aos estádios manauaras. Vem sendo disputado desde 1914 (Ambos foram fundados em 1913 e estrearam no estadual em 1914 e são os únicos em atividade daquele 1° campeonato estadual Amazonense), e ainda hoje é considerado o maior clássico de futebol do Amazonas e o mais antigo confronto da região norte ainda sendo disputado.
Último jogo considerado: Nacional 1-1 Rio Negro, em 28 de Janeiro de 2023, pelo Campeonato Amazonense de Futebol de 2023, na Arena da Amazônia
| Estatísticas               |     |
| Número de jogos            | 315 |
| Vitórias do Nacional       | 126 |
| Vitórias do Rio Negro      | 83  |
| Empates                    | 94  |
| Resultado desconhecido     | 12  |
| Número de gols             | 755 |
| Gols feitos pelo Nacional  | 449 |
| Gols feitos pelo Rio Negro | 306 |

### Pai e Filho
Poderia facilmente ser chamado de Na-Fa ou Fa-Na, como a maioria dos clássicos brasileiros, porem recebeu a denominação de “Pai e Filho”. O clássico recebe esta denominação pelo fato do Nacional Fast Clube, ou Fast Clube, como é popularmente conhecido, ter sido fundado por um grupo de dissidentes do Nacional, e a partir deste fato o Fast Clube foi considerado um "filho" do Nacional. O clássico Pai e Filho passou a ser disputado a partir de 1932, quando o Fast Clube estreou no estadual.[carece de fontes?]
Último jogo considerado: Fast Clube 2-1 Nacional, pelo Campeonato Amazonense de Futebol de 2022
| Estatísticas                |     |
| Número de jogos             | 214 |
| Vitórias do Nacional        | 100 |
| Vitórias do Fast Clube      | 61  |
| Empates                     | 53  |
| Número de gols              | 575 |
| Gols feitos pelo Nacional   | 336 |
| Gols feitos pelo Fast Clube | 239 |

### Confrontos de destaque recente
Contra o São Raimundo
O jogo disputado contra o São Raimundo, ganhou erroneamente o status de clássico ainda nos anos 2000, quando o São Raimundo vinha de um crescimento repentino, a alcunha se deve ao fato dos dois clubes terem o azul como principal cor.  Apesar de o São Raimundo ter sido fundado em 1918, o clube não tem histórico de rivalidade com o Nacional, pois só mostrou força no futebol a partir dos anos 90. Os primeiros confrontos ocorreram apenas na metade final da década de 50, mesmo assim o confronto só ganhou o destaque depois do crescimento do São Raimundo que começou em 1997, ano em que o Naça não disputou o Campeonato Amazonense de Futebol. Porem, mesmo com seu crescimento, o clube da colina não conseguiu superar o Nacional dentro de campo e nem quebrar sua hegemonia, em confrontos diretos, nos anos posteriores ao que marca como inicial o crescimento do clube da colina, as estatísticas ainda foram de superioridade do Nacional e se levado em conta todos os jogos entre os dois clubes na história a balança pende, e muito mais ainda, para o lado do Nacional.[carece de fontes?]
Último jogo considerado: Nacional 0x0 São Raimundo, pelo Campeonato Amazonense de Futebol de 2022, no Estádio Ismael Benigno
| Estatísticas                  |     |
| Número de jogos               | 165 |
| Vitórias do Nacional          | 93  |
| Vitórias do São Raimundo      | 29  |
| Empates                       | 43  |
| Número de gols                | 496 |
| Gols feitos pelo Nacional     | 315 |
| Gols feitos pelo São Raimundo | 181 |

## Estatísticas

### Participações
|  | Participações em 2025 |

| Competição | Competição            | Temporadas | Melhor campanha                      | Estreia | Última | P | R |
| Amazonas   | Campeonato Amazonense | 105        | Campeão (43 vezes)                   | 1914    | 2025   |   | – |
|            | Copa Verde            | 5          | Quartas de final (2014, 2015 e 2016) | 2014    | 2019   |   |   |
| Brasil     | Campeonato Brasileiro | 14         | 16º colocado (1975)                  | 1972    | 1986   |   | 1 |
| Brasil     | Série B               | 5          | 16º colocado (1987)                  | 1982    | 2001   | – | 1 |
| Brasil     | Série C               | 11         | 3º colocado (1992 e 2002)            | 1990    | 2007   | – | 1 |
| Brasil     | Série D               | 8          | 9º colocado (2023)                   | 2009    | 2023   | – |   |
| Brasil     | Copa do Brasil        | 19         | Oitavas de final (1995 e 2013)       | 1992    | 2018   |   |   |

## Títulos Oficiais
| ESTADUAIS          | ESTADUAIS                          | ESTADUAIS | ESTADUAIS |
|                    | Competição                         | Títulos   | Temporadas |
| ------------------ | ---------------------------------- | --------- | --- |
|                    | Campeonato Amazonense              | 43        | 1916, 1917, 1918, 1919, 1920, 1922, 1923, 1933, 1936, 1937, 1939, 1941, 1942, 1945, 1946, 1950, 1957, 1963, 1964, 1968, 1969, 1972, 1974, 1976, 1977, 1978, 1979, 1980, 1981, 1983, 1984, 1985, 1986, 1991, 1995, 1996, 2000, 2002 2003, 2007, 2012, 2014, 2015 |
|                    | Copa Amazonas                      | 10        | 1969, 1970, 1974, 1975, 1980, 1981, 1982, 1984, 1999, 2000 |
|                    | Torneio Início do Amazonas (ACLEA) | 15        | 1946, 1948, 1962, 1964, 1967, 1970, 1973, 1974, 1975, 1978, 1981, 1992, 1999, 2000, 2004 |
| TURNOS DO ESTADUAL |                                    |           | |
|                    | Competição                         | Títulos   | Temporadas |
|                    | Taça Rio Negro                     | 1         | 2025 |
|                    | Taça Estado do Amazonas            | 21        | 1967, 1968, 1969, 1970, 1974, 1975, 1977, 1978, 1980, 1981, 1983, 1984, 1985, 1986, 1991, 1994, 1996, 2000, 2001, 2009, 2012 |
|                    | Taça Cidade de Manaus              | 20        | 1963, 1964, 1972, 1974, 1976, 1978, 1979, 1981, 1985, 1987, 1990, 1992, 1995, 2001, 2002, 2003, 2007, 2011, 2013, 2014 |

 Campeão invicto
Abaixo estão listados os principais títulos e torneios não oficiais conquistados.

Troféus da Copa do Rei Hassan II de 1984 em Marrocos

Placa escrita "Taça Marcha Verde 1984"

Fotografia registra carreata na cidade de Manaus em prol da taça conquistada no Torneio Regional Centro/Sul x Norte/Nordeste de 1969

| INTERNACIONAIS | INTERNACIONAIS                      | INTERNACIONAIS | INTERNACIONAIS |
|                | Competição                          | Títulos        | Temporadas     |
| -------------- | ----------------------------------- | -------------- | -------------- |
| Marrocos       | Copa do Rei Hassan II               | 1              | 1984           |
| REGIONAIS      |                                     |                |                |
|                | Competição                          | Títulos        | Temporadas     |
| Brasil         | Torneio Centro/Sul x Norte/Nordeste | 1              | 1969           |

### Principais Torneios Amistosos
- Torneio do Pacto Amazônico: 1981[carece de fontes?]
- Taça Amazônia: 1963[carece de fontes?]
- Taça da Amazônia: 1964[carece de fontes?]
- Torneio Semana da Pátria de Rio Branco: 1967[carece de fontes?]
- Torneio Quadrangular de Manaus: 1971[carece de fontes?]
- Torneio Amazonas x Pará: 1974[carece de fontes?]
- Torneio de Porto Velho: 1975[carece de fontes?]
- Torneio Quadrangular de São Luís: 1975[131]
- Copa Amazônia: 1982[carece de fontes?]
- Torneio Quadrangular de Manaus: 1985[carece de fontes?]
- Taça Centenário do Rio-Nal: 2013[carece de fontes?]

### Títulos na Base
Campeão invicto
| Estaduais | Estaduais                             | Estaduais | Estaduais |
|           | Competição                            | Títulos   | Temporadas |
| --------- | ------------------------------------- | --------- | --- |
| Amazonas  | Campeonato Amazonense de Aspirantes   | 4         | 1919, 1941, 1955 e 1959 |
| Amazonas  | Campeonato Amazonense de Júnior       | 9         | 1990, 1997, 2002, 2005, 2006, 2007, 2008, 2010 e 2011                                                                                           |
| Amazonas  | Campeonato Amazonense - Juvenil       | 24        | 1961, 1964, 1965, 1966, 1968, 1969, 1970, 1971, 1973, 1977, 1978, 1979, 1980, 2002, 2003, 2004, 2005, 2006, 2007, 2008, 2009, 2010, 2011 e 2012 |
| Amazonas  | Campeonato Amazonense Infanto-Juvenil | 7         | 1944, 1952, 1953, 1967, 1968, 1971, 1972 |
| Amazonas  | Campeonato Amazonense Infantil        | 6         | 1961, 2002, 2007, 2008, 2009, e 2012 |
| Amazonas  | Taça Amazonas de Futebol Juvenil      | 1         | 1970 |
| Amazonas  | Taça Amazonense de Escolinhas         | 4         | 1967, 1968, 1971 e 1973 |

- Os campeonatos de categoria de base existem desde os primeiros anos de futebol no Amazonas, logo, aqui constam apenas os títulos confirmados mediante pesquisa bibliográfica.

### Destaques
- Finalista - Série C: 1992 (3º lugar) e 2002 (3º Lugar).[carece de fontes?]

O Campeonato Brasileiro das Séries C e B foi por vezes decidido em Triangulares e Quadrangulares Finais, sendo considerados
finalistas os que participaram da última fase da competição, independente do número de clubes.
- Taça Norte-Nordeste: 4º lugar
- Vice-Campeonato Amazonense: 25 (1914, 1921, 1926, 1934, 1940, 1956, 1959, 1962; 1965, 1967, 1970, 1975, 1982, 1987, 1989, 1990, 1993, 1994, 2001, 2005, 2009, 2011, 2013, 2017 e 2025)

## Outros Esportes
Além do futebol, esporte pelo qual foi idealizado, o Nacional possui ainda grande destaque em diversas modalidades de esporte coletivo e individual, colecionando muitos títulos no Futsal, no Vôlei e no basquete, entre outros.

### Futsal
- Campeonato Amazonense de Futebol de Salão(Masculino) - 09 (1956, 1959, 1962, 1964, 1965, 1969, 1970, 1971 e 1972)[132][133]
- Campeonato Amazonense de Futebol de Salão(Masculino juvenil) - 04 (1960, 1963, 1968 e 1969)[132]

### Vôlei
O Nacional é multicampeão amazonense de vôlei, mas desativou esse departamento nos anos 90. Em 2022 o departamento foi reativado e o clube voltou a disputar um torneio oficial, apenas com time masculino, na Copa Cidade de Manaus. Levando uma quantidade expressiva de torcedores ao Ginásio Renê Monteiro, o Nacional se consagrou campeão da disputa ao bater o Gerações do Vôlei por 3 sets a 0, assim garantido vaga na fase final do Campeonato Amazonense de Vôlei e também vaga na Superliga C(3ª divisão nacional).

#### Masculino
- Campeonato Amazonense de Vôlei - 05 (1944, 1964, 1968, 1969 e 1973)[132]
- Taça Amazonas de Vôlei - 1969[132]
- Copa Aberta Cidade de Manaus de Vôlei - 2022[134]
- Campeonato Amazonense de Vôlei (Juvenil) - 1968[135]

#### Feminino
- Campeonato Amazonense de Vôlei - 03 (1965, 1968 e 1971)[136]
- Taça Amazonas de Vôlei - 1969[132]
- Campeonato Amazonense de Vôlei(Juvenil) - 1973[132]
- Campeonato Amazonense de Vôlei(Infanto-Juvenil) - 1970[132]

### Basquete
- Campeonato Amazonense de Basquete(Masculino) - 04 (1921, 1922, 1964 e 1968)[132]
- Campeonato Amazonense de Basquete(Juvenil Masculino) - 1964[132]

### Natação
O estado do Amazonas possui até 2022 a quantia de 22 atletas campeões brasileiros de natação, a maioria deles em algum momento praticaram a modalidade na piscina olímpica do Nacional. Podemos citar nomes como Eduardo Piccinini (que disputou os Jogos Olímpicos de Verão de 1992, em Barcelona), Eduardo Couto da Cunha (campeão brasileiro  de 100m e 200m nado peito, integrando a Seleção Brasileira como atleta do Nacional), Aristófanes Castro Neto (integrou a Seleção Brasileira como atleta do Nacional) e multicampeão Jéferson Mascarenhas.

### Em modalidades diversas
- Campeonato Amazonense de Beisebol - 1921[132]

Em Abril de 1959 o clube fundou a "Academia Nacionalina de Pugilismo" por intermédio do italiano Mario Biaggi, que havia feito parte do corpo dirigente do clube "Alfa Romeo" em seu país, e também da Federação Italiana.

## Na Sociedade
O Nacional é por considerado um clube de utilidade pública pela lei Nº1.251 de 24 de Agosto de 1926.

### Notáveis
Entre ex-atletas e dirigentes há uma gama de personalidades que se tornaram ou eram em tal época notáveis na sociedade manauara e amazonense. Podemos listar:
- Evandro Paes de Farias - Ex-Procurador Geral de Justiça do Amazonas, foi presidente do Nacional.[138]
- Manoel do Carmo Chaves Neto "Maneca" - Foi atleta amador, tendo sido Campeão Amazonense de Futsal com a camisa do Nacional, chegando a ser presidente do clube, ganhando o ainda inédito hexacampeonato estadual, de 1976 a 1981. Maneca era professor e chegou a ser Secretário de Educação, além de ter sido eleito Deputado Estadual por 4 mandatos seguidos, chegando a ser presidente da Assembleia Legislativa do Amazonas.[139]
- Omar Aziz - Embora natural do interior de São Paulo, o ex-Governador (2010-2014) do estado é declarado torcedor do "Clube da Estrela Azul" já tendo sido ativo no setor administrativo.[140]
- Plínio Ramos Coelho - Natural de Humaitá, interior do Amazonas, Coelho foi governador do Estado por dois mandatos, exercendo também o cargo de presidente do Nacional.[141]
- Serafim Corrêa - Manauara, Corrêa foi prefeito de Manaus (2005-2009), e faz parte do quadro de sócios do clube azulino desde a década de 70.
- Vivaldo Lima - Baiano de nascimento, chegou ainda jovem a Manaus onde foi um dos fundadores do "Clube da Estrela Azul" se tornando também seu presidente em 1924. Um grande desportista, foi homenageado com seu nome no Estádio Vivaldo Lima. Foi superintendente de Manaus em 1923 (cargo equivalente a prefeito) e também Deputado Federal.[142]

### Misses Amazonas
De 1955 até 1992 poderiam disputar o título de Miss Amazonas representantes de entidades privadas como jornais, clubes, lojas e etc. É conhecido que o Nacional foi vencedor de dois concursos, o de 1969 e o de 1992. 
- Em 1969 a vencedora foi Suely de Mello Veras, classificada no Top5 do Miss Brasil. Suely era nacionalina declarada e chegou a posar numa foto histórica com Pelé, vestindo a camisa do Nacional. [143] Neste ano a vencedora do concurso nacional foi a catarinense Vera Fischer.
- Em 1992, a representante nacionalina e vencedora do concurso foi Ana Cristina Pereira.

## Rankings

### Ranking da CBF
Ranking da CBF para clubes do Brasil:
- Posição: 152º
- Pontuação: 270 pontos
- Estadual: 2º

Ranking criado pela Confederação Brasileira de Futebol que pontua os clube brasileiros conforme sua performance em competições nacionais.

### Ranking Placar
Ranking Placar organizado pela Revista Placar
- Posição: 30º
- Pontuação: 40 pontos

Ranking da revista Placar baseado nas conquistas dos clubes.

### Ranking de pontos do Campeonato Brasileiro de Futebol
Ranking de pontos do Campeonato Brasileiro de Futebol organizado pela CBF entre 1971 e 2003
- Posição: 39º
- Pontuação: 180 pontos

Este ranking foi utilizado pela CBF até o ano de 2003, somando todos os pontos conquistados pelos clubes em cada edição do Campeonato Brasileiro de Futebol.

### Livros
- Carlos Zamith (2008). Baú Velho 2 ed. [S.l.]: Valer. 426 páginas. 8575122518
- Carlos Zamith (2006). Histórico das 42 decisões do campeonato profissional (1964-2005). [S.l.]: Muiraquitã. 158 páginas
- Silva, Carmen Novoa - Pepeta, Paginas de Vida e história: Editora Valer, 2009